# Lista gatunków z rodzaju akacja
Lista gatunków z rodzaju akacja Acacia – lista gatunków rodzaju drzew i krzewów należącego do rodziny bobowatych (Fabaceae Lindl.) i podrodziny mimozowych (Mimosoideae). Według The Plant List w obrębie tego rodzaju rozróżniono 1393 gatunki, natomiast kolejnych 399 taksonów ma status gatunków niepewnych.
Wykaz gatunków
- Acacia abbreviata Maslin
- Acacia abrupta Maiden & Blakeley
- Acacia abyssinica Benth.
- Acacia acanthaster Maslin
- Acacia acanthoclada F.Muell.
- Acacia acatlensis Benth.

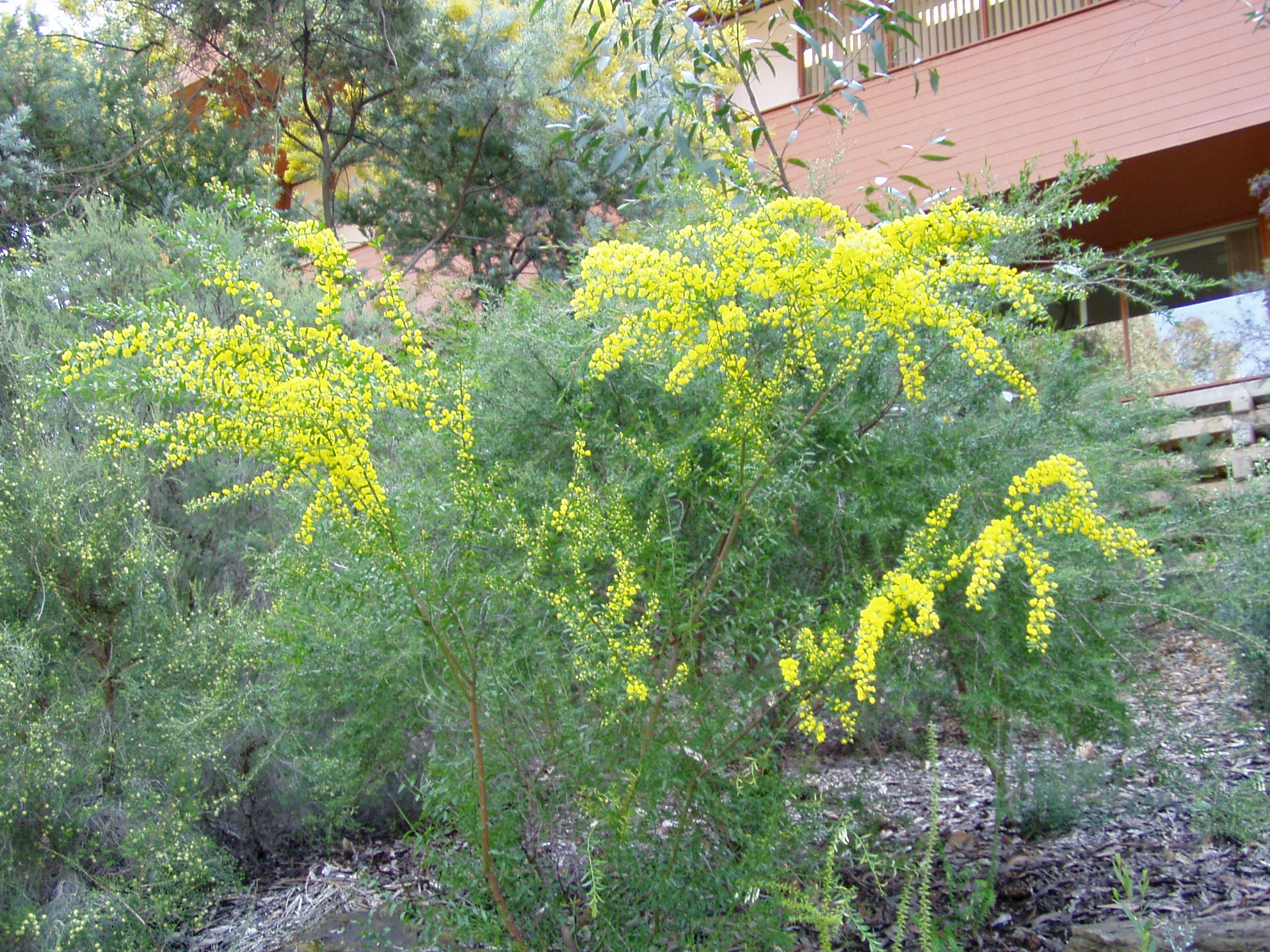
Acacia acinacea

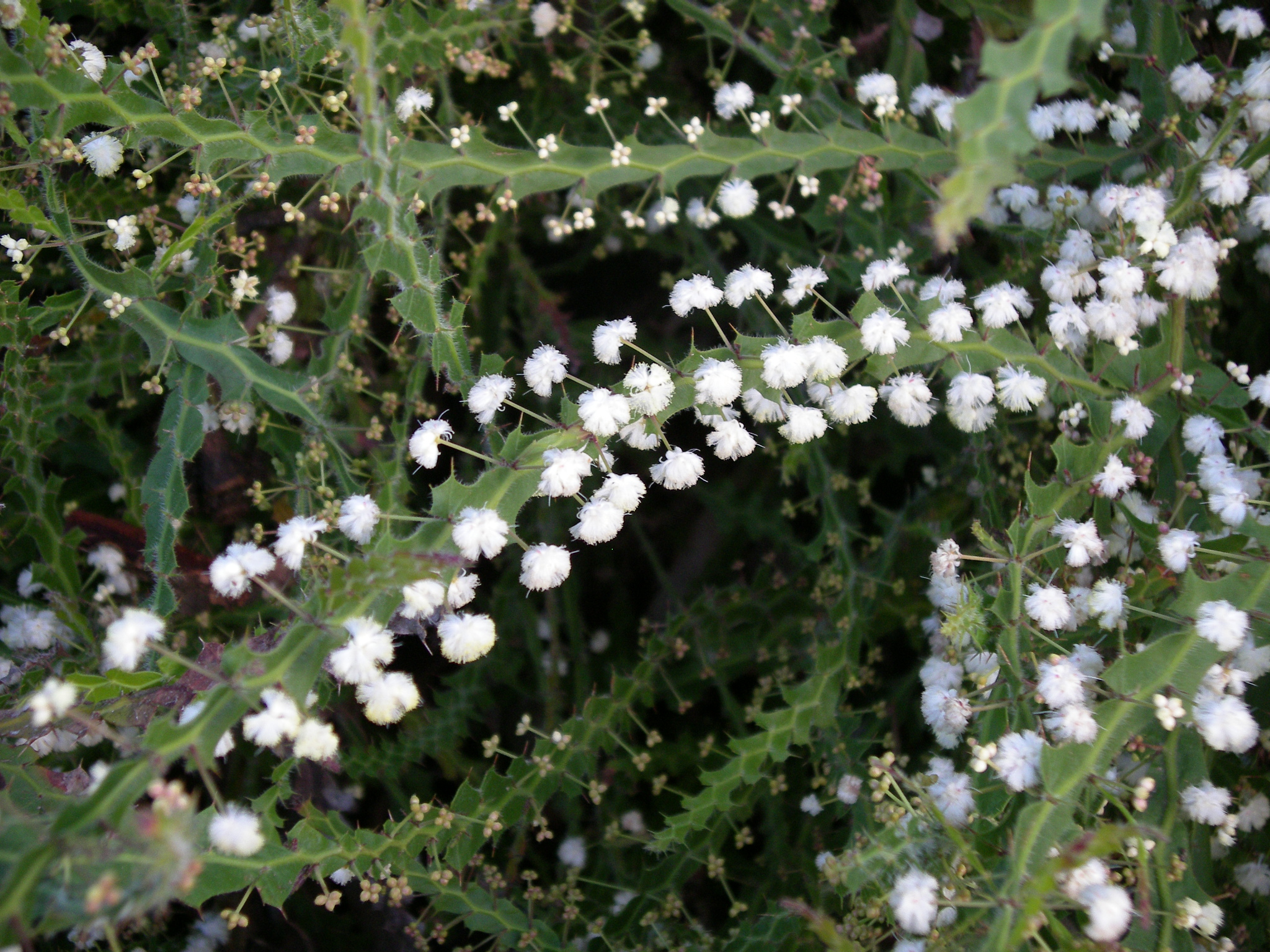
Acacia alata

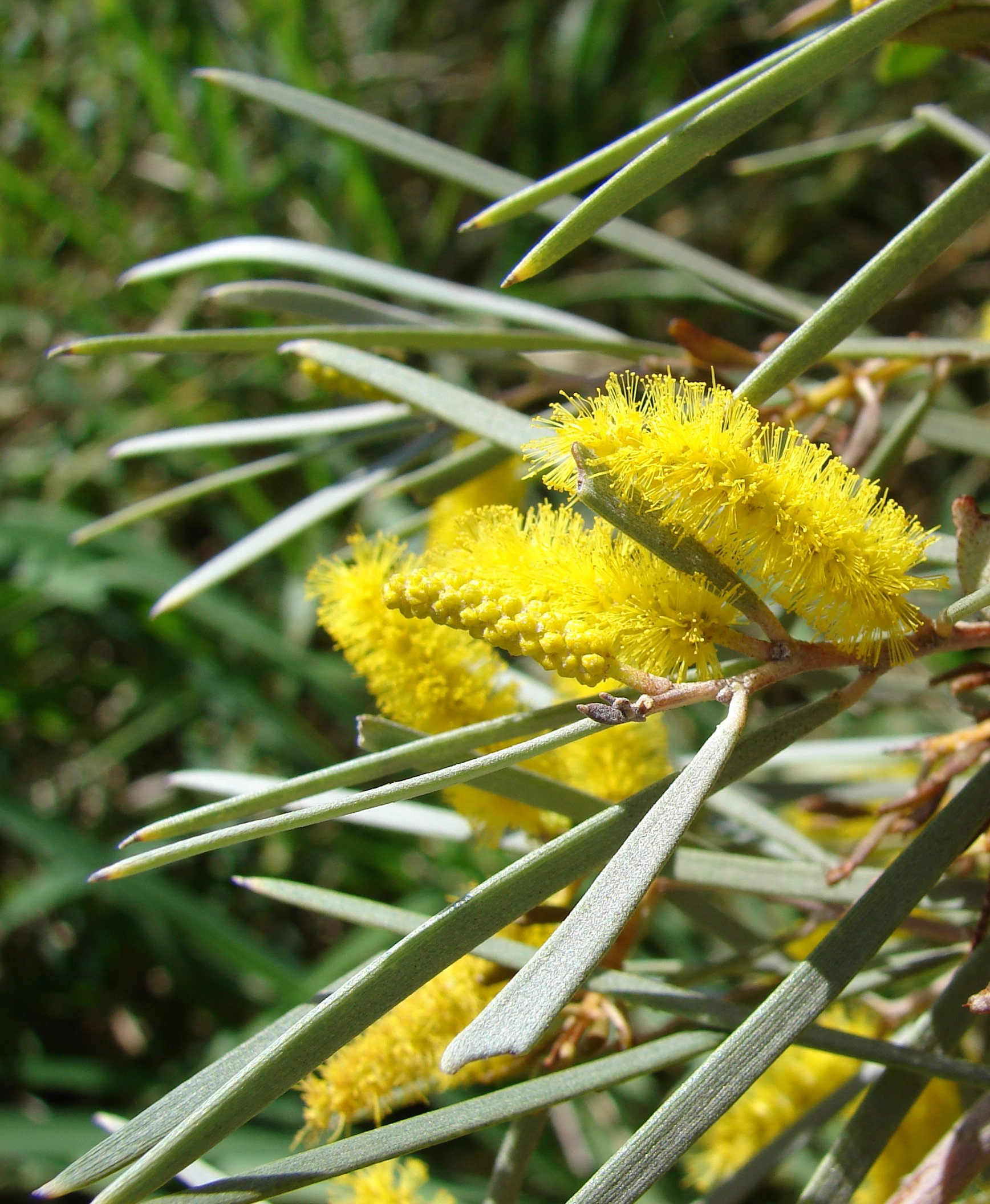
Acacia aneura

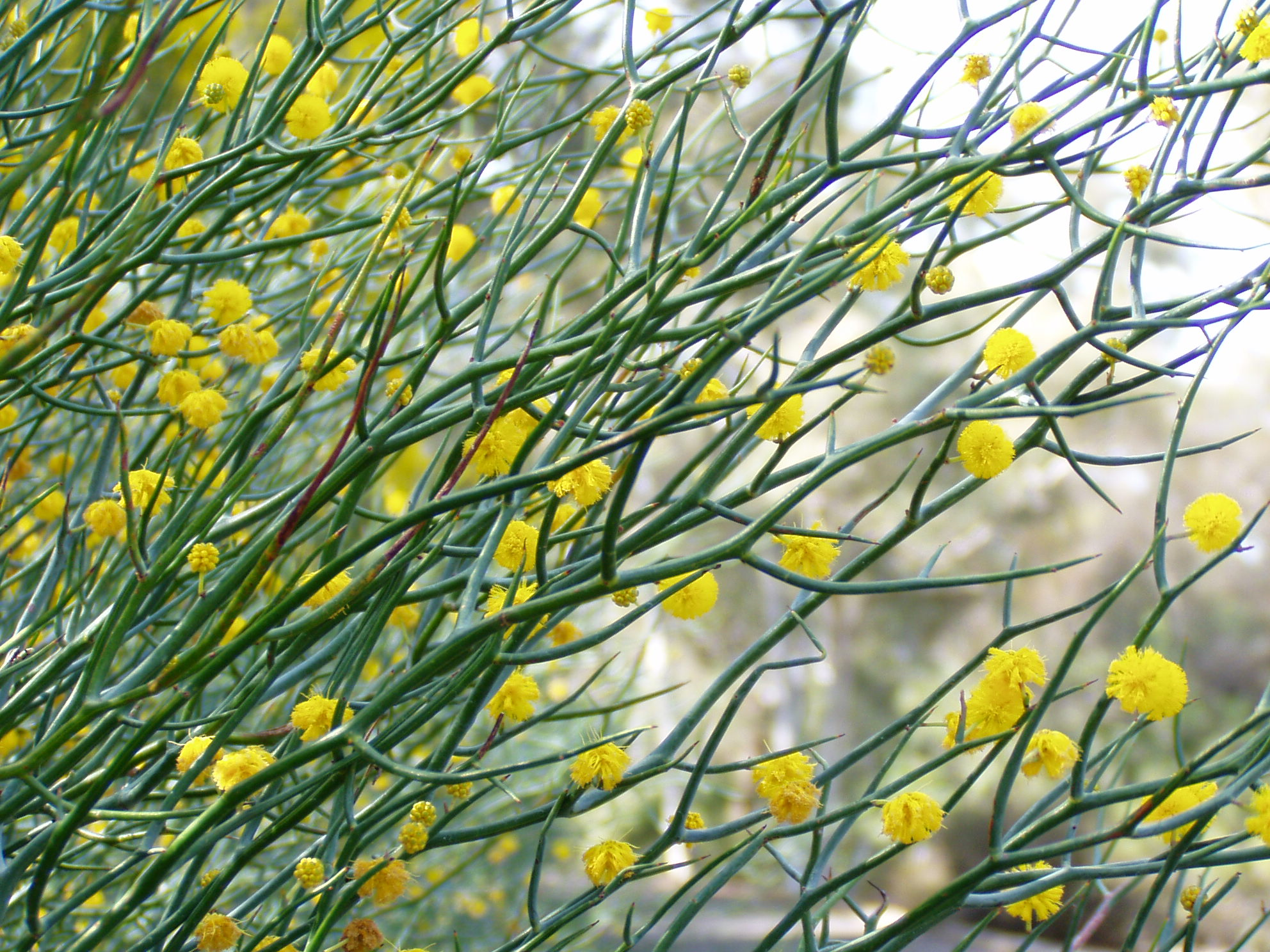
Acacia aphylla

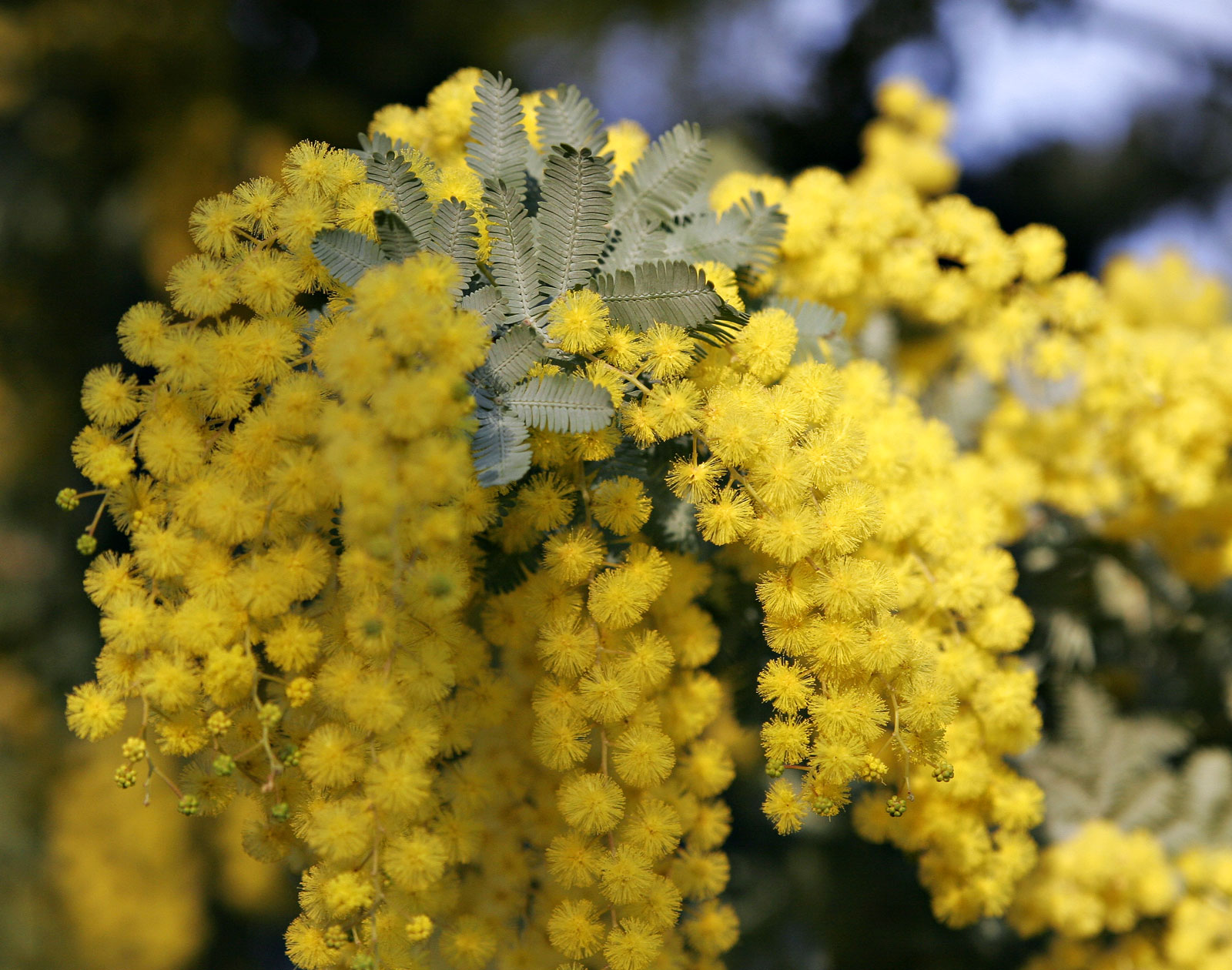
Acacia baileyana

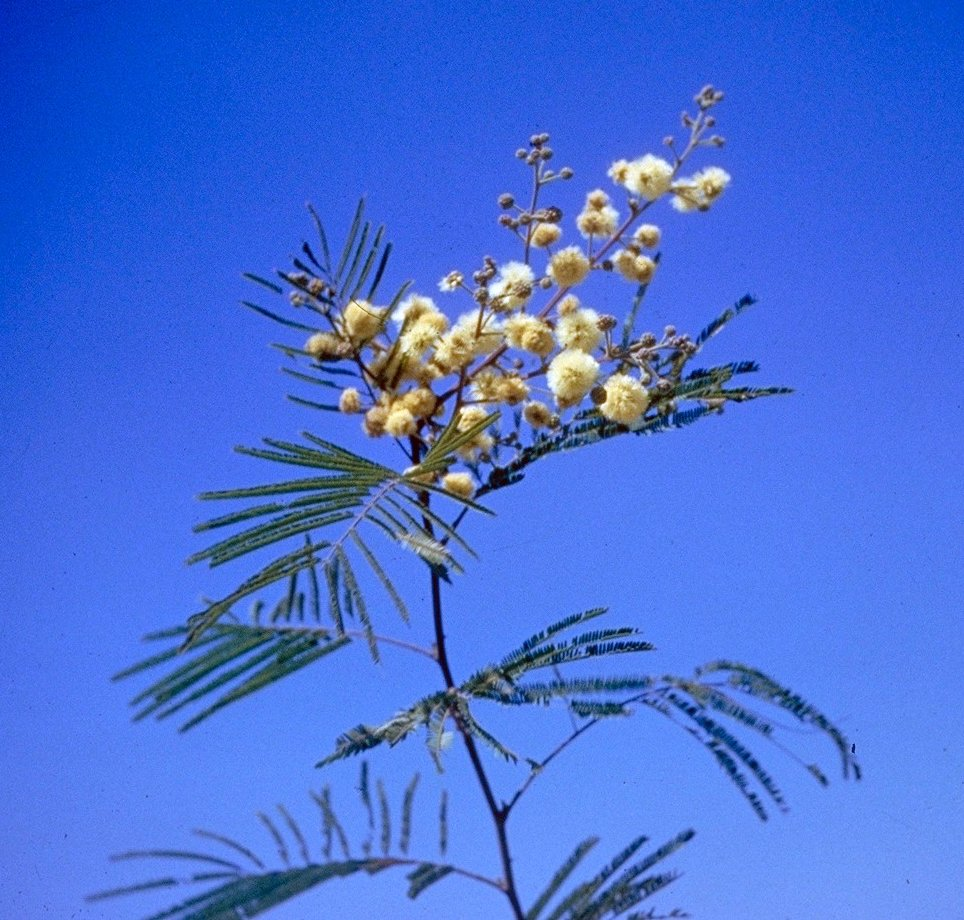
Acacia berlandieri

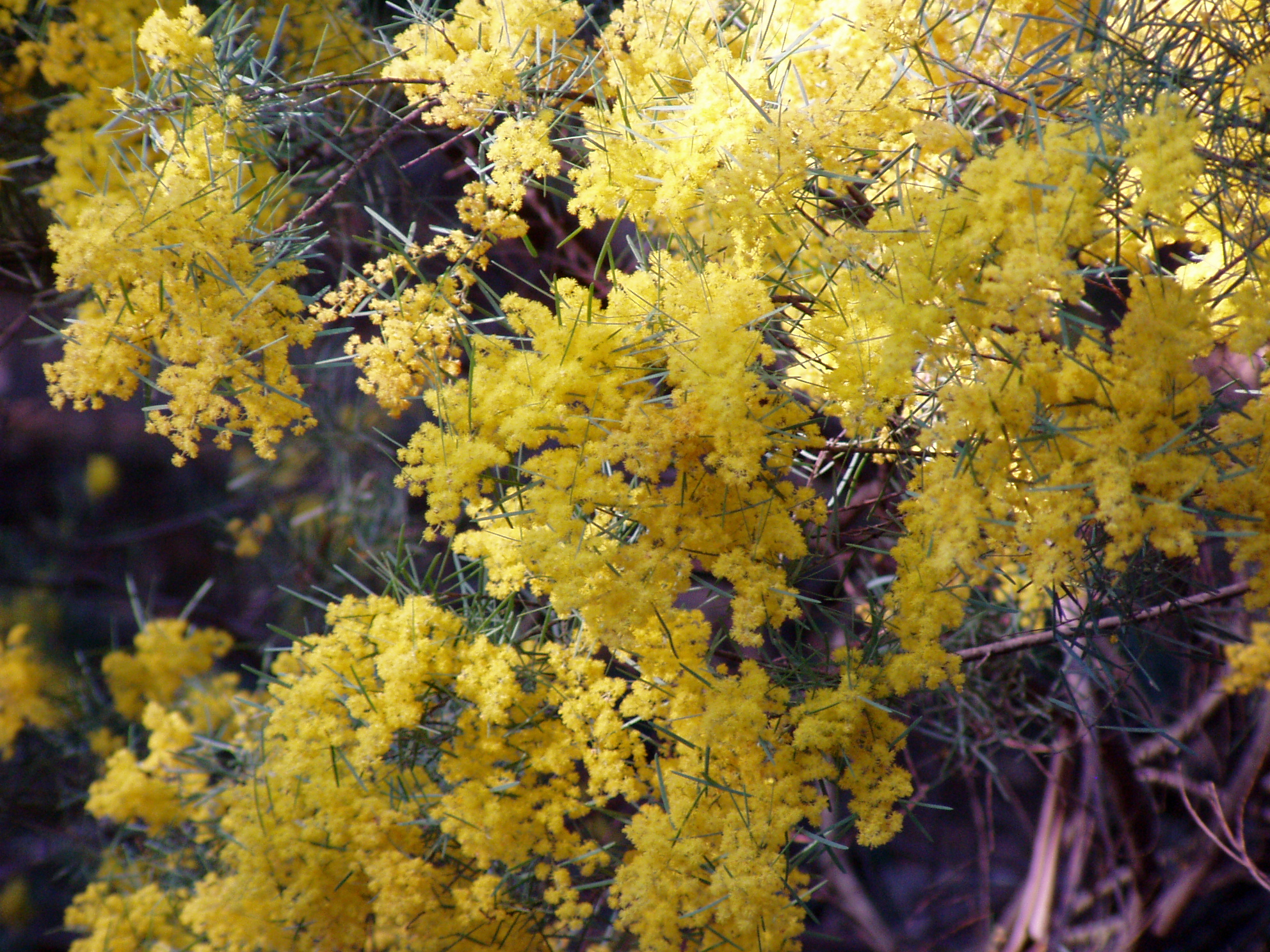
Acacia boormanii

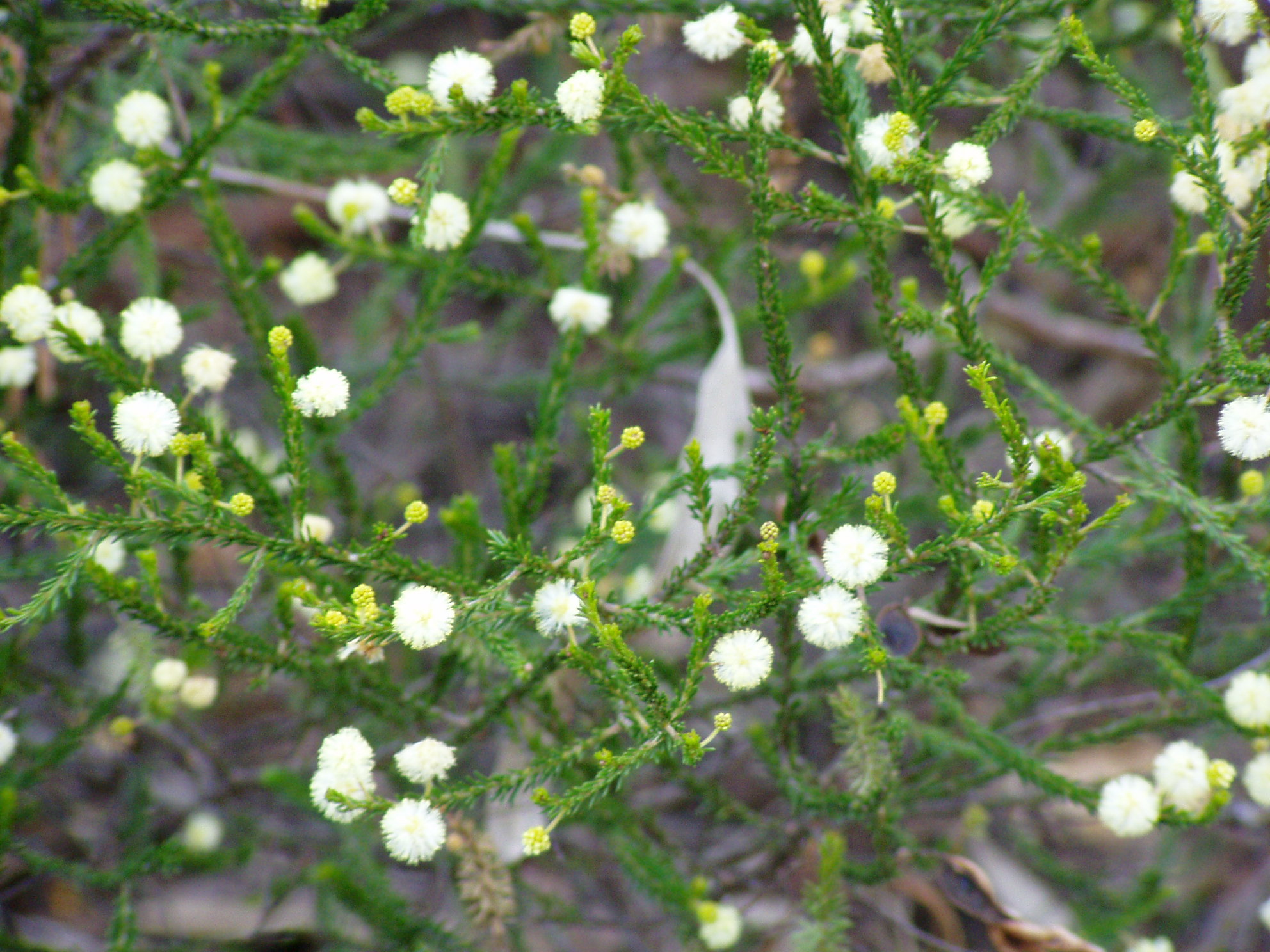
Acacia brunioides

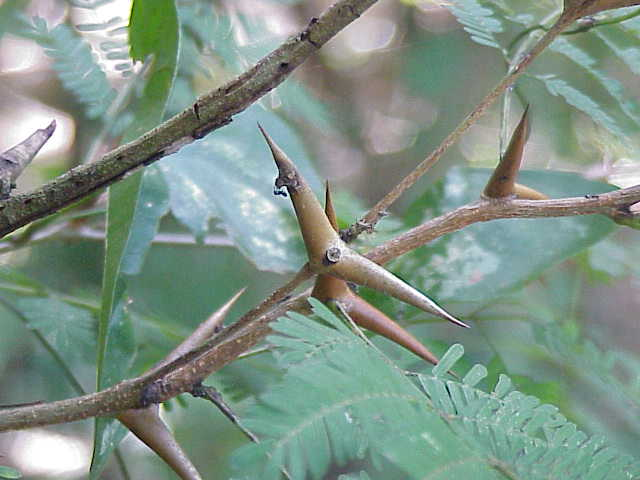
Acacia collinsii

Acacia confusa

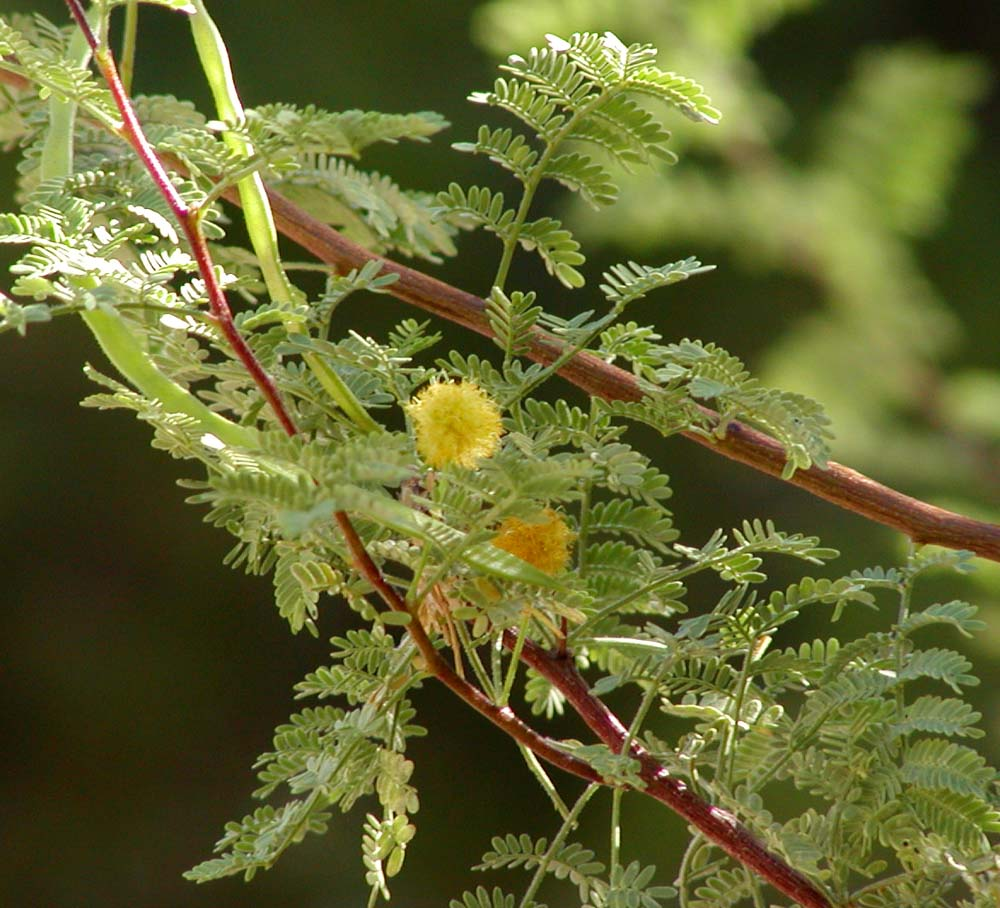
Acacia constricta

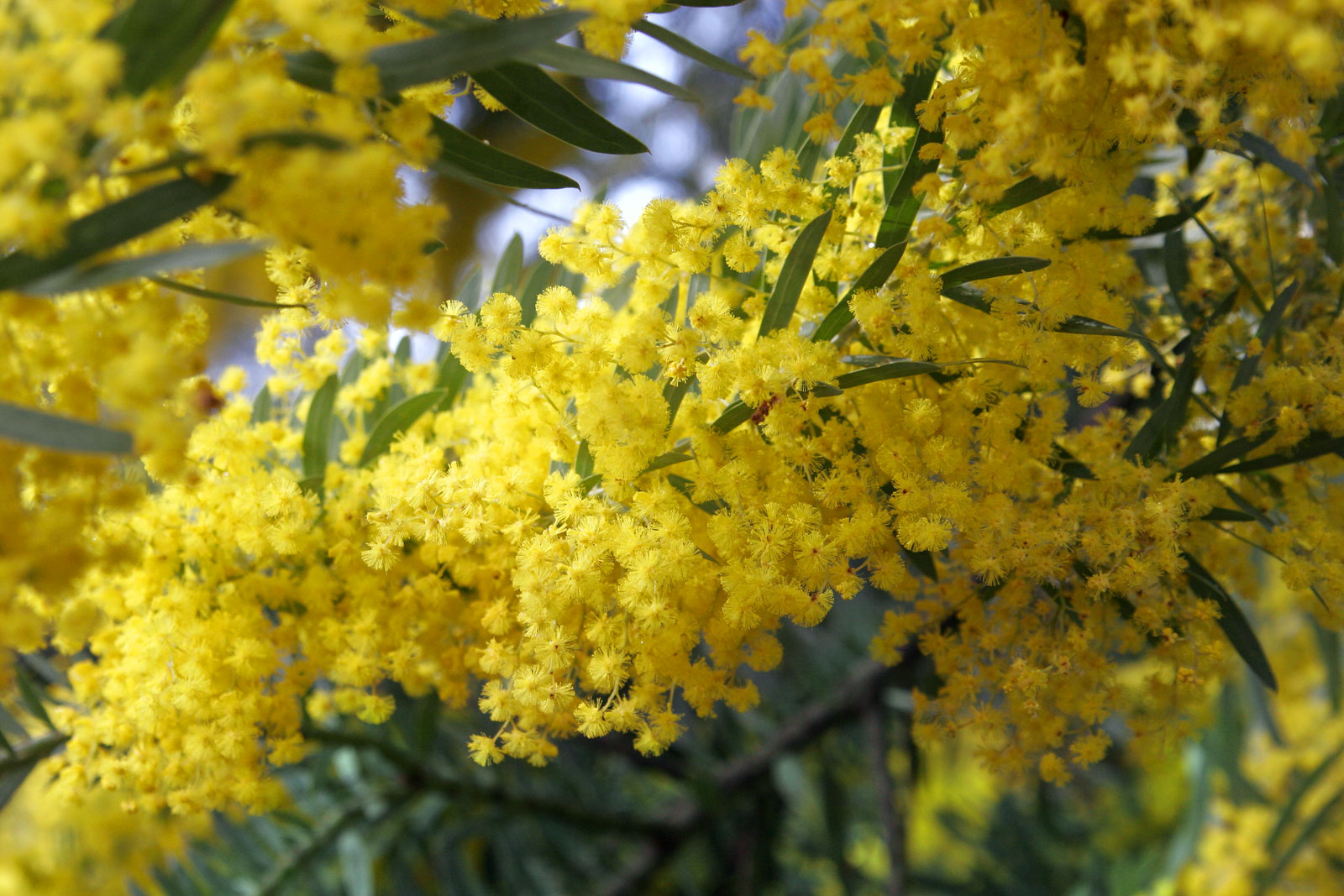
Acacia covenyi

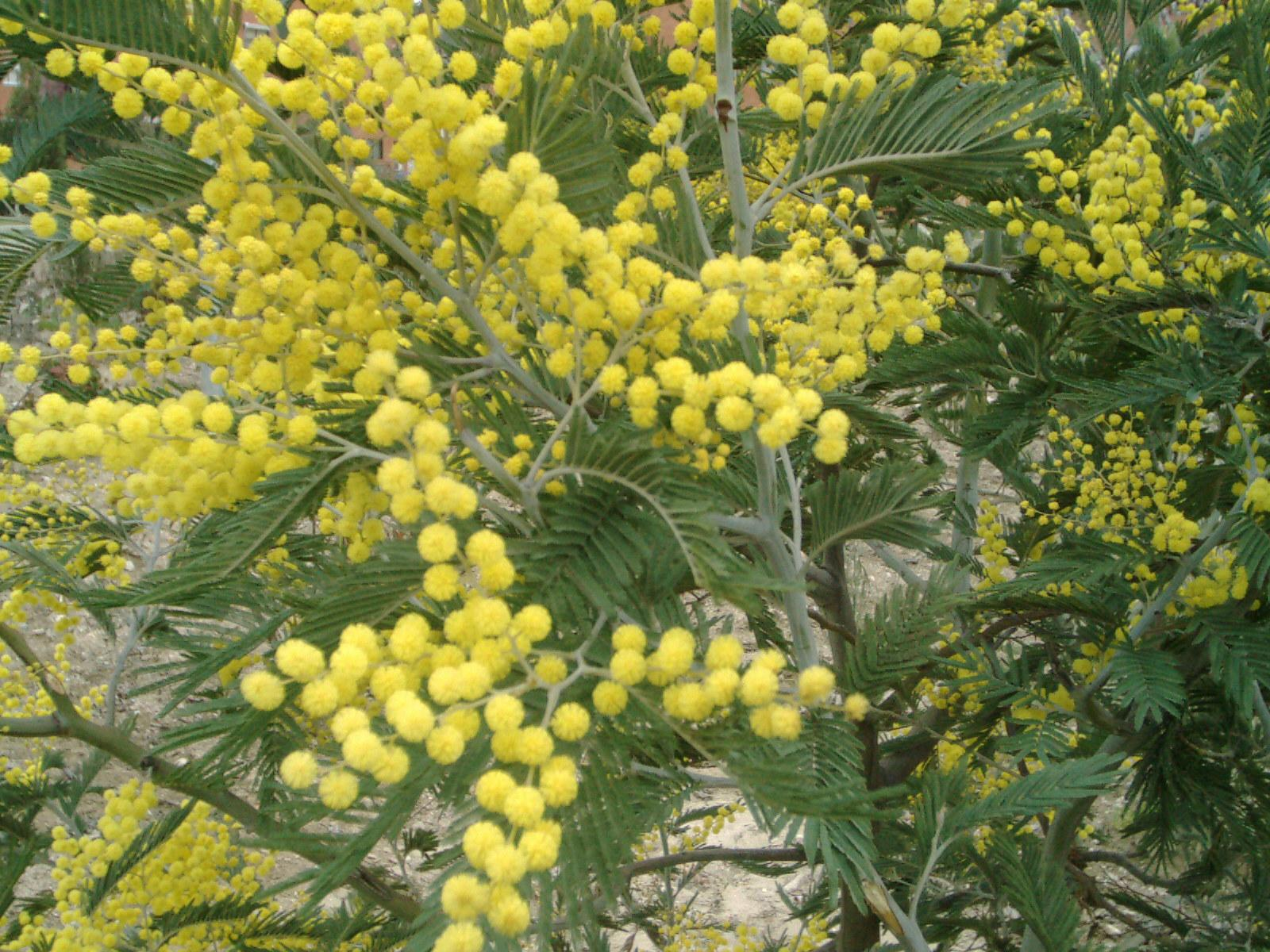
Acacia dealbata

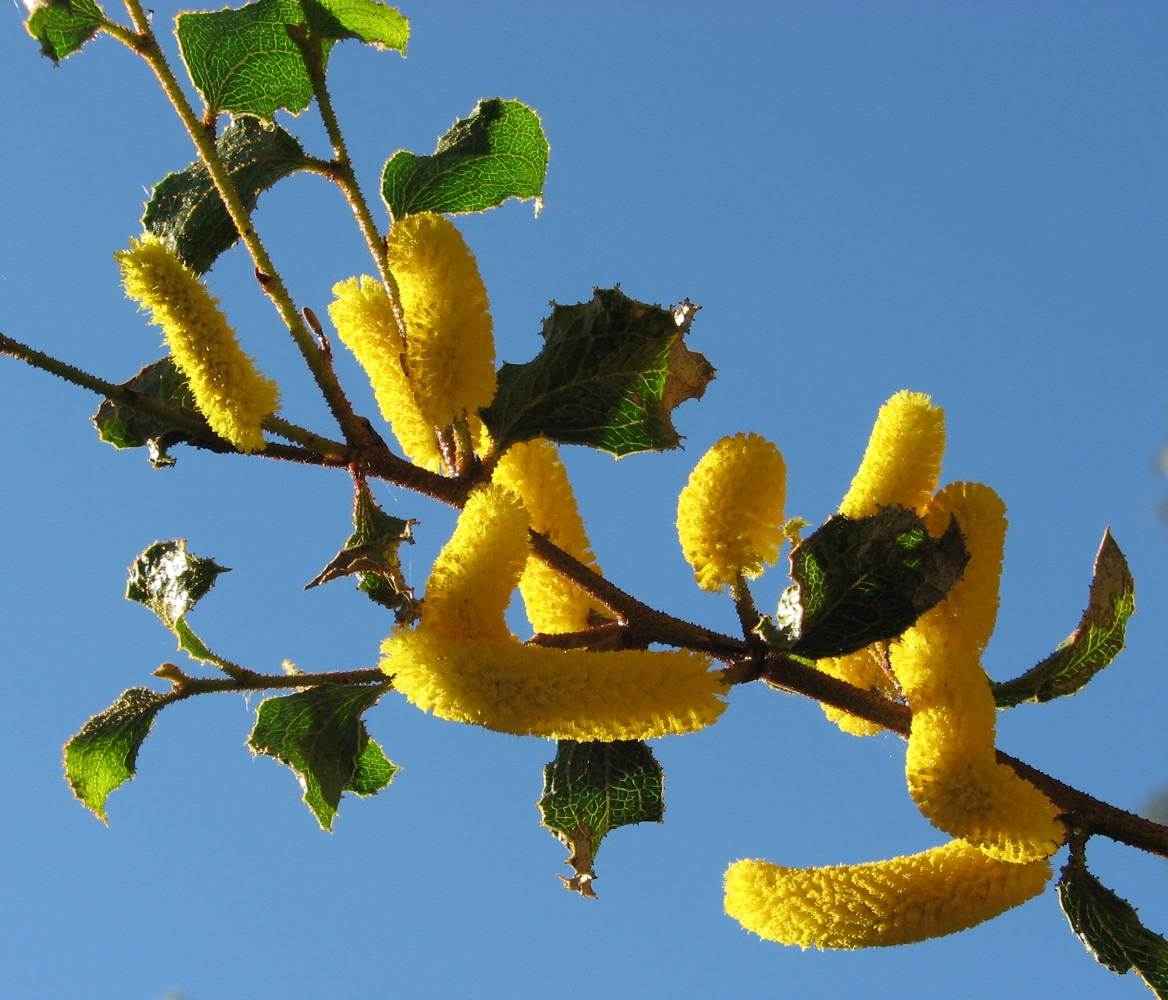
Acacia denticulosa

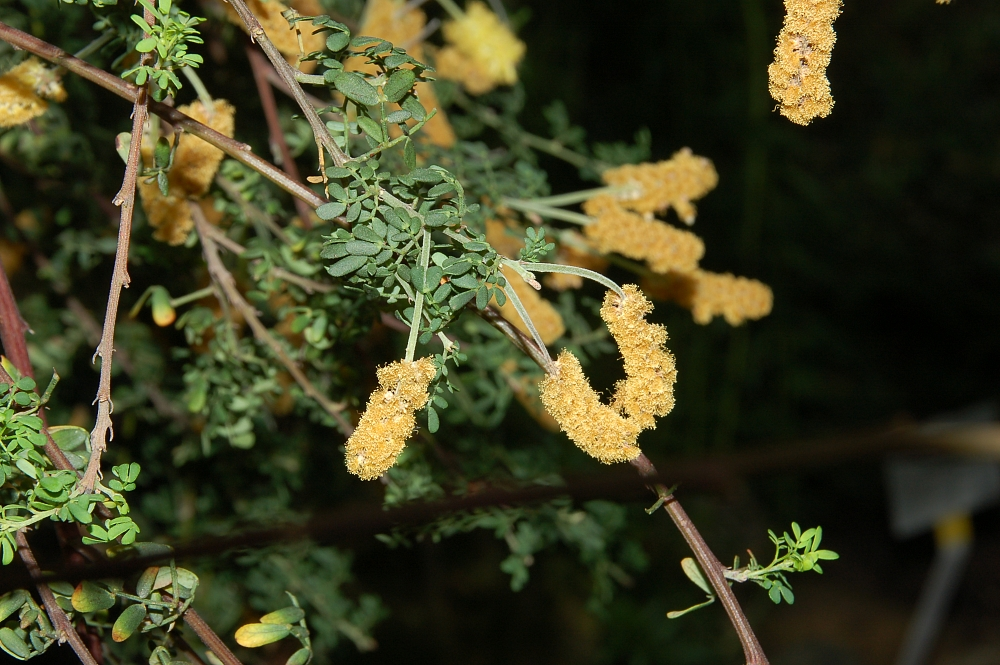
Acacia drummodii

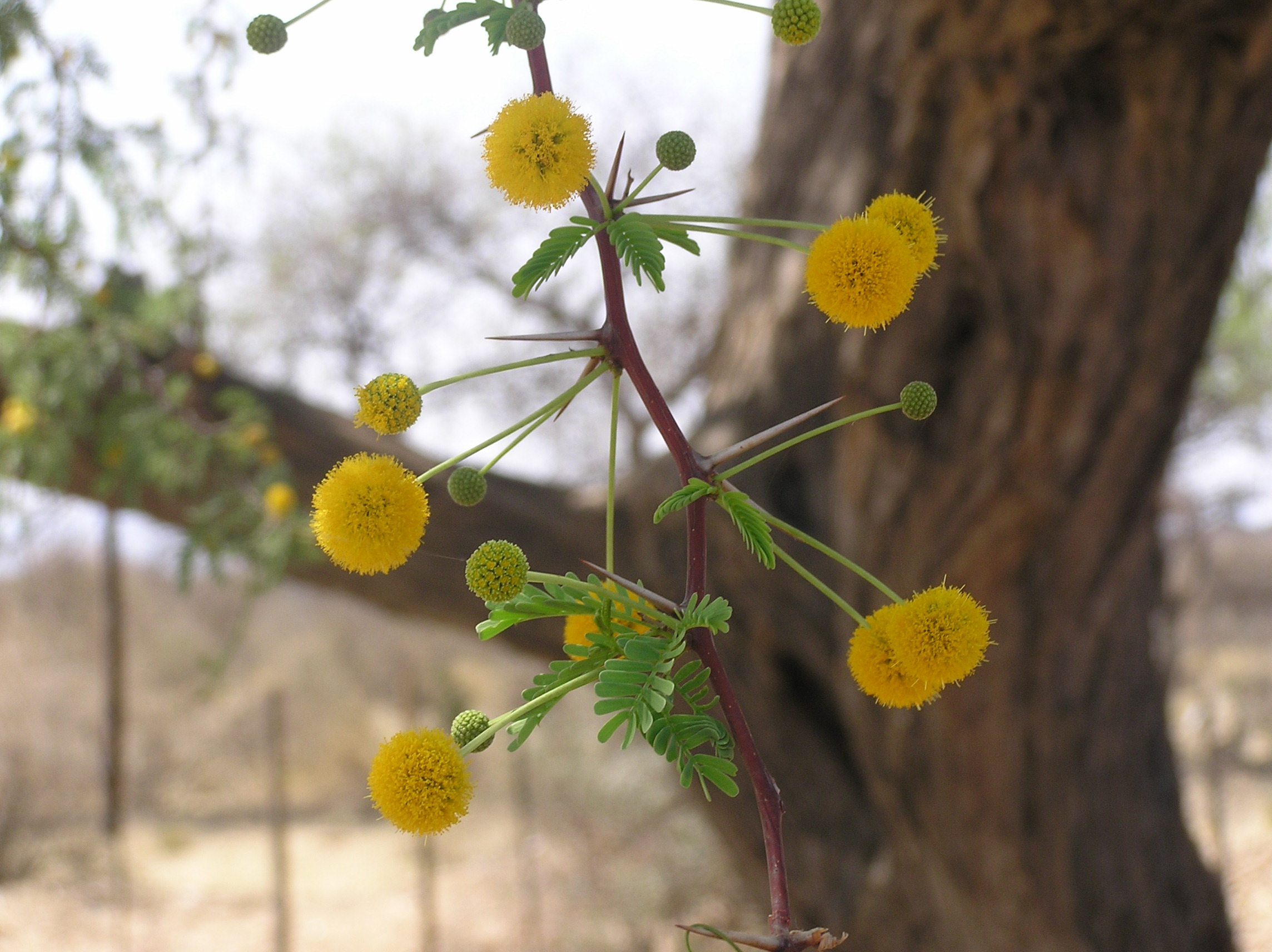
Acacia erioloba

Acacia farnesiana

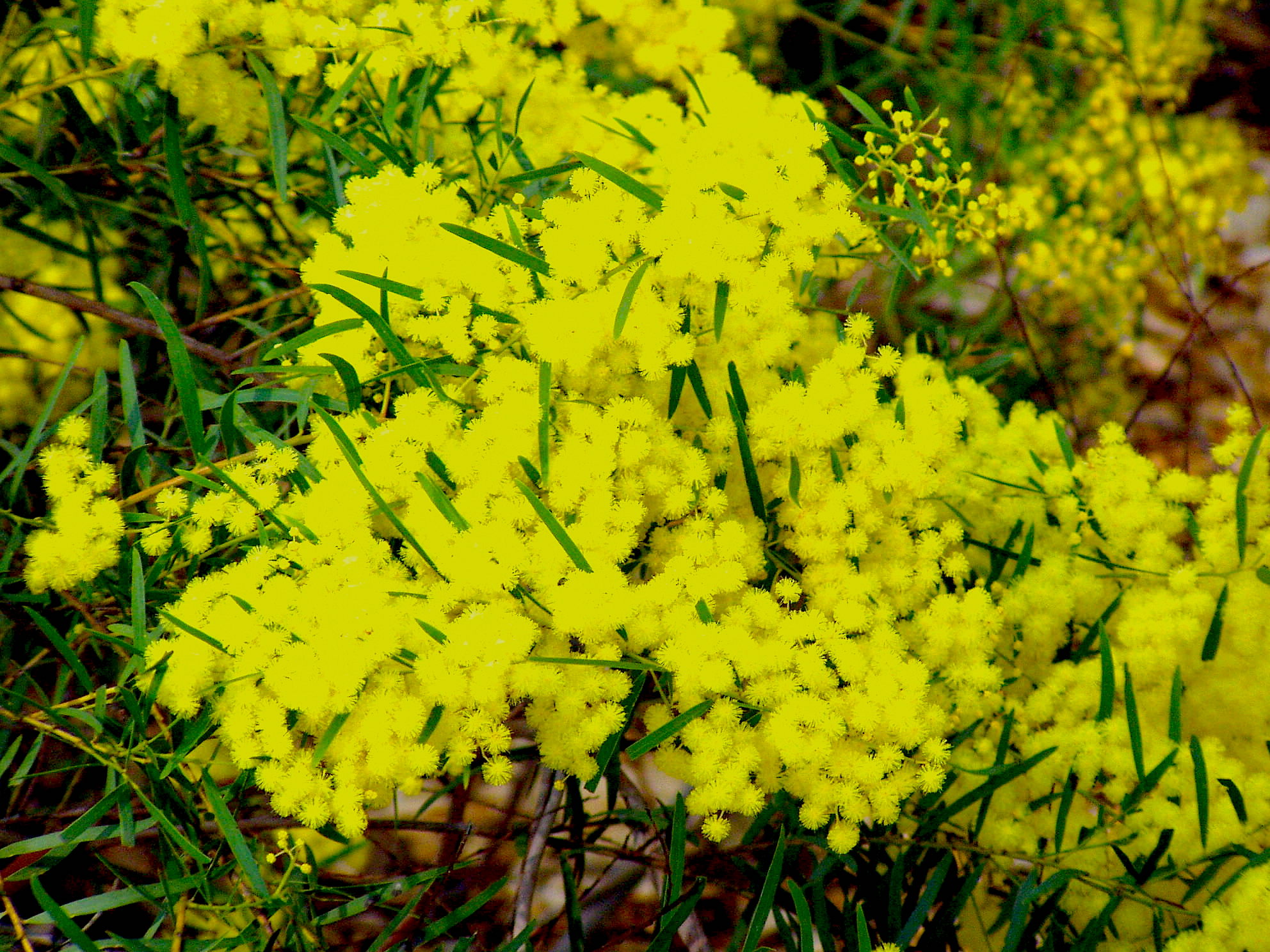
Acacia fimbriata

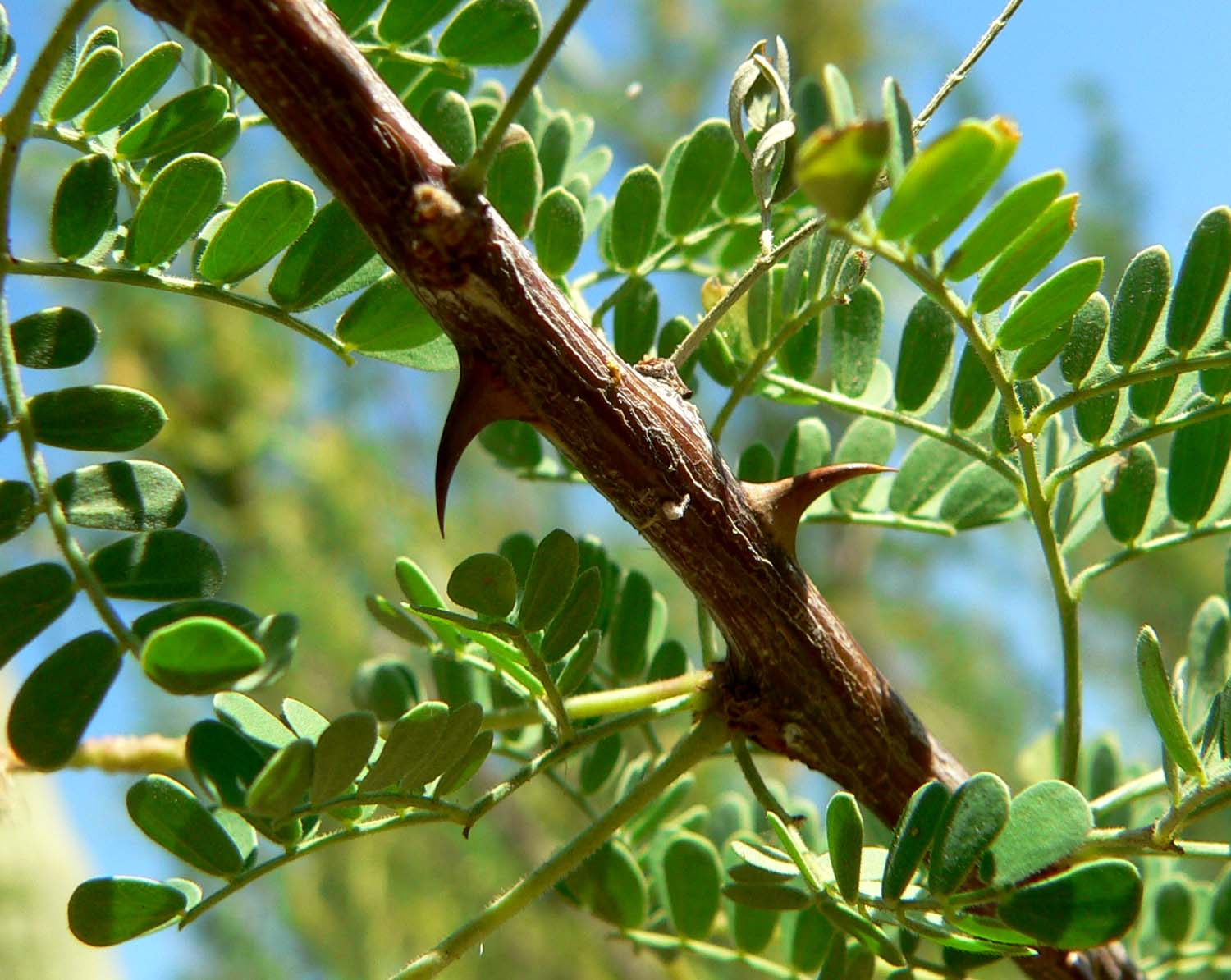
Acacia greggii

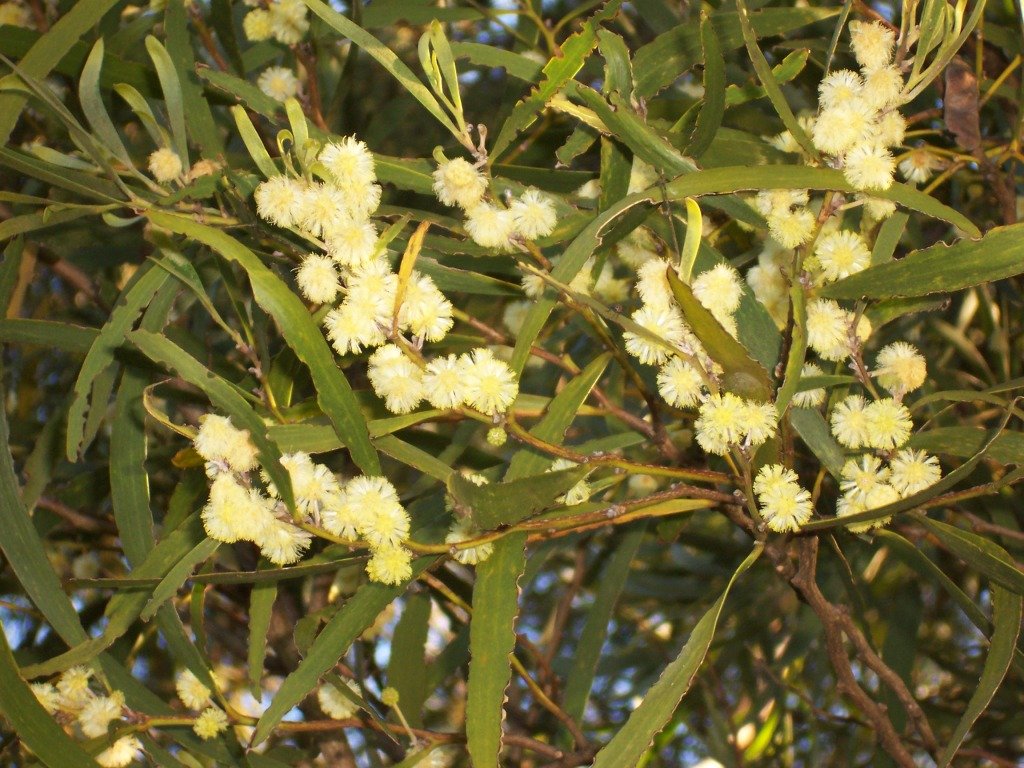
Acacia heterophylla

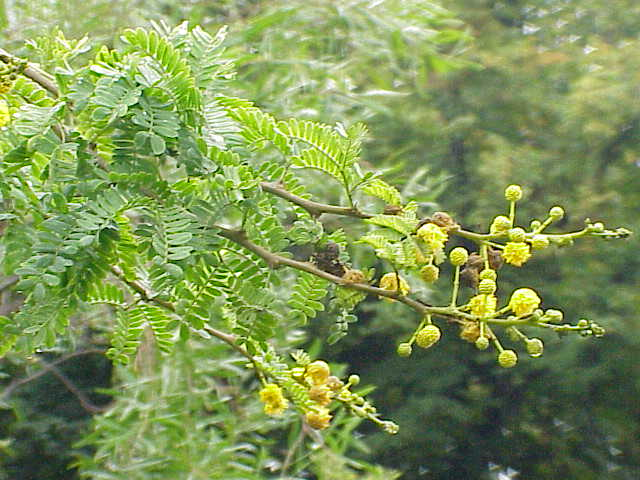
Acacia karroo

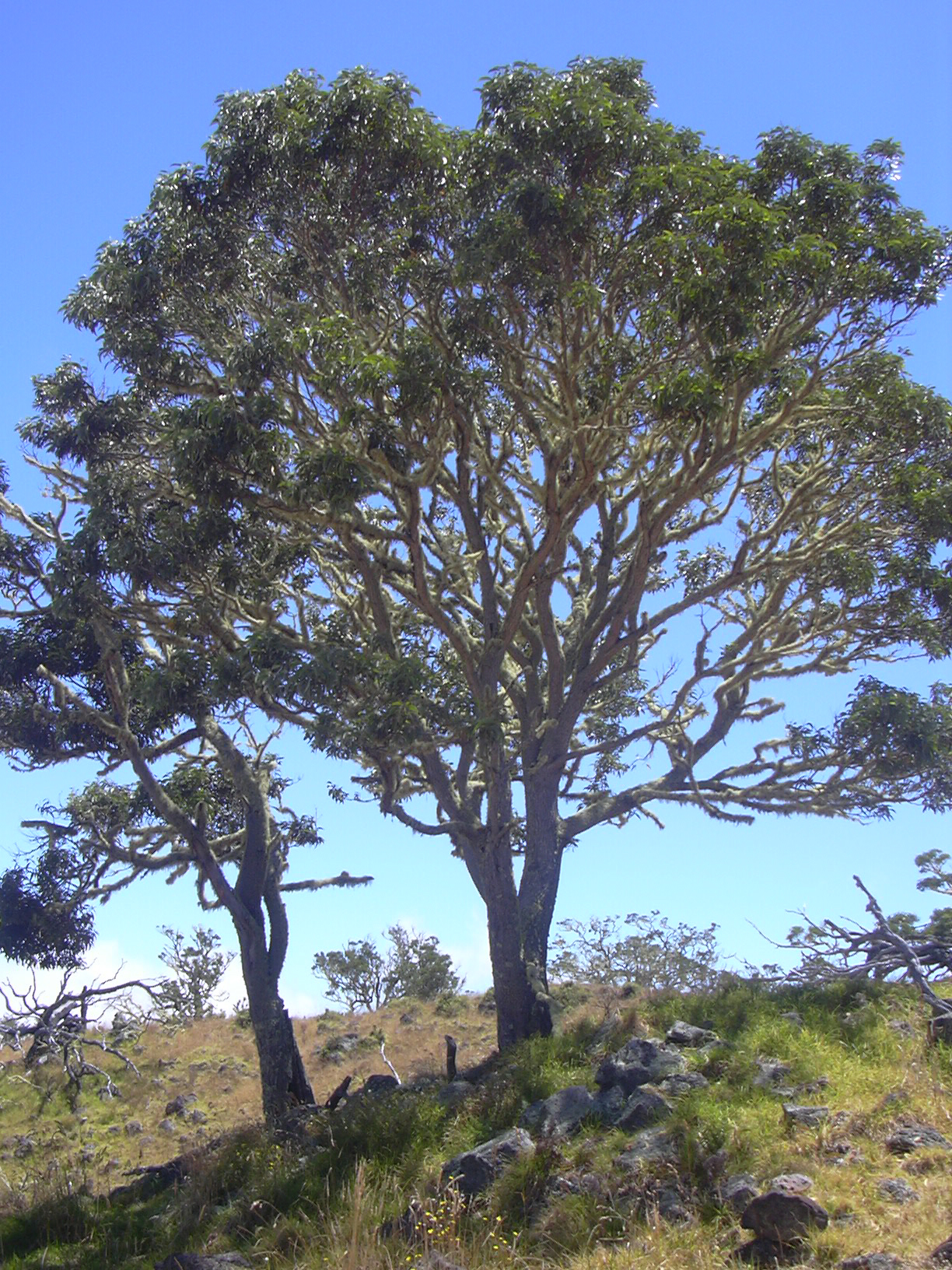
Acacia koa

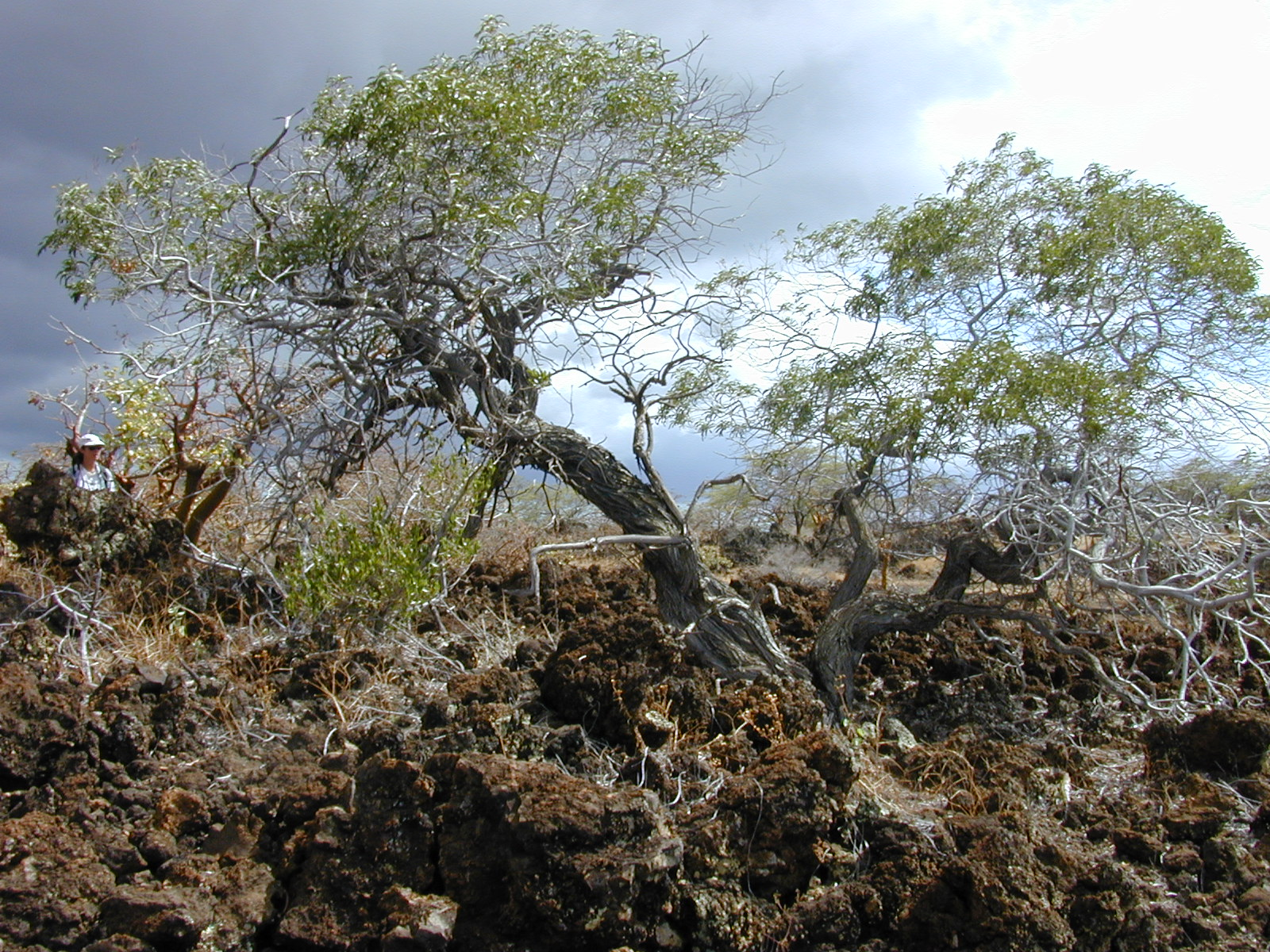
Acacia koaia

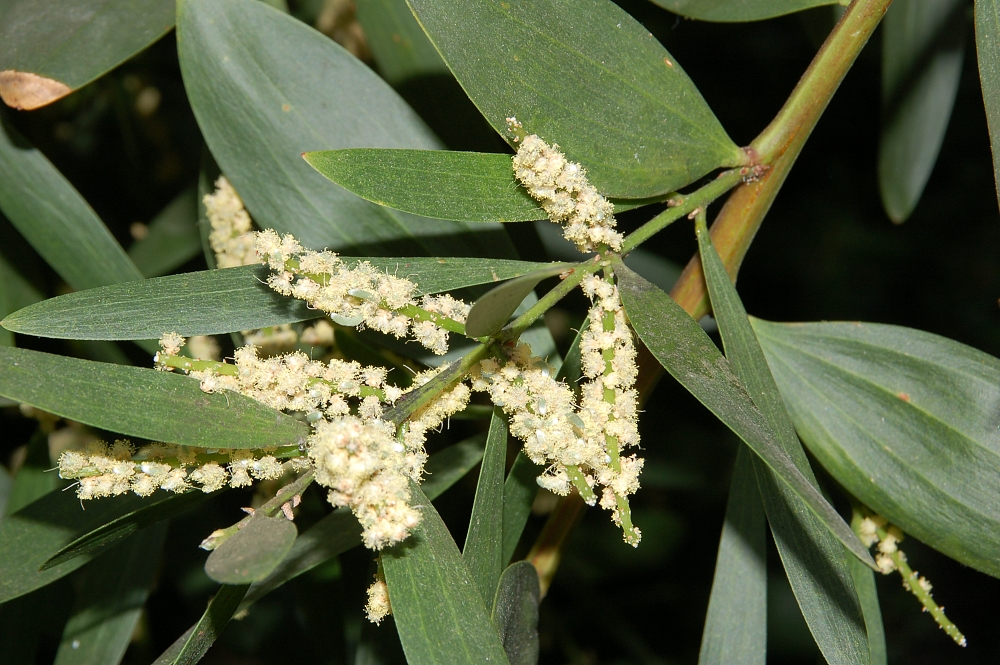
Acacia longifolia

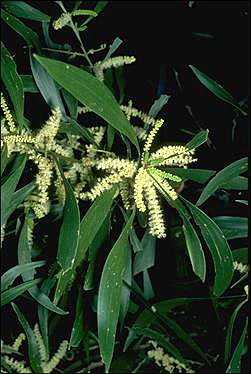
Acacia maidenii

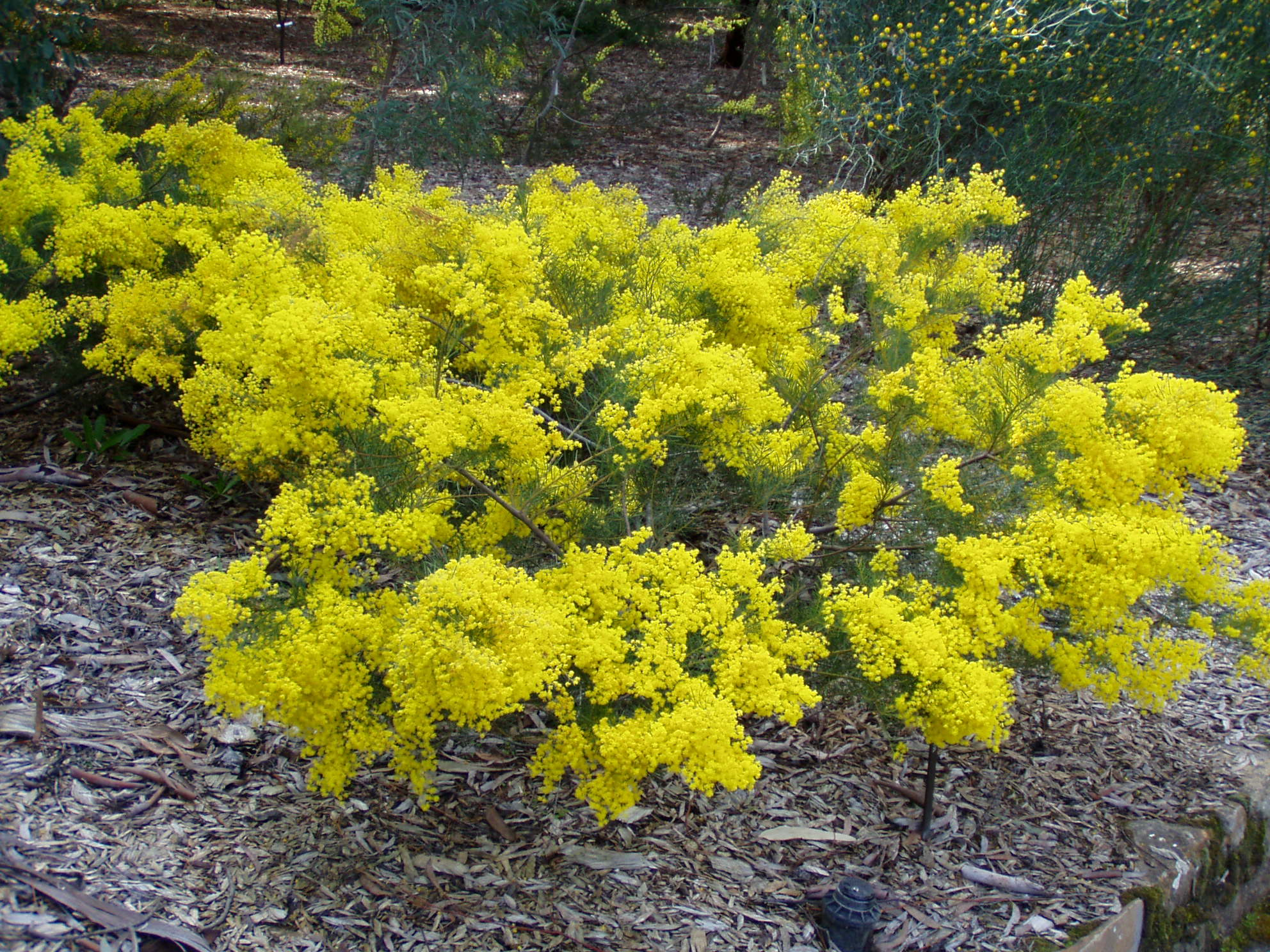
Acacia meiantha

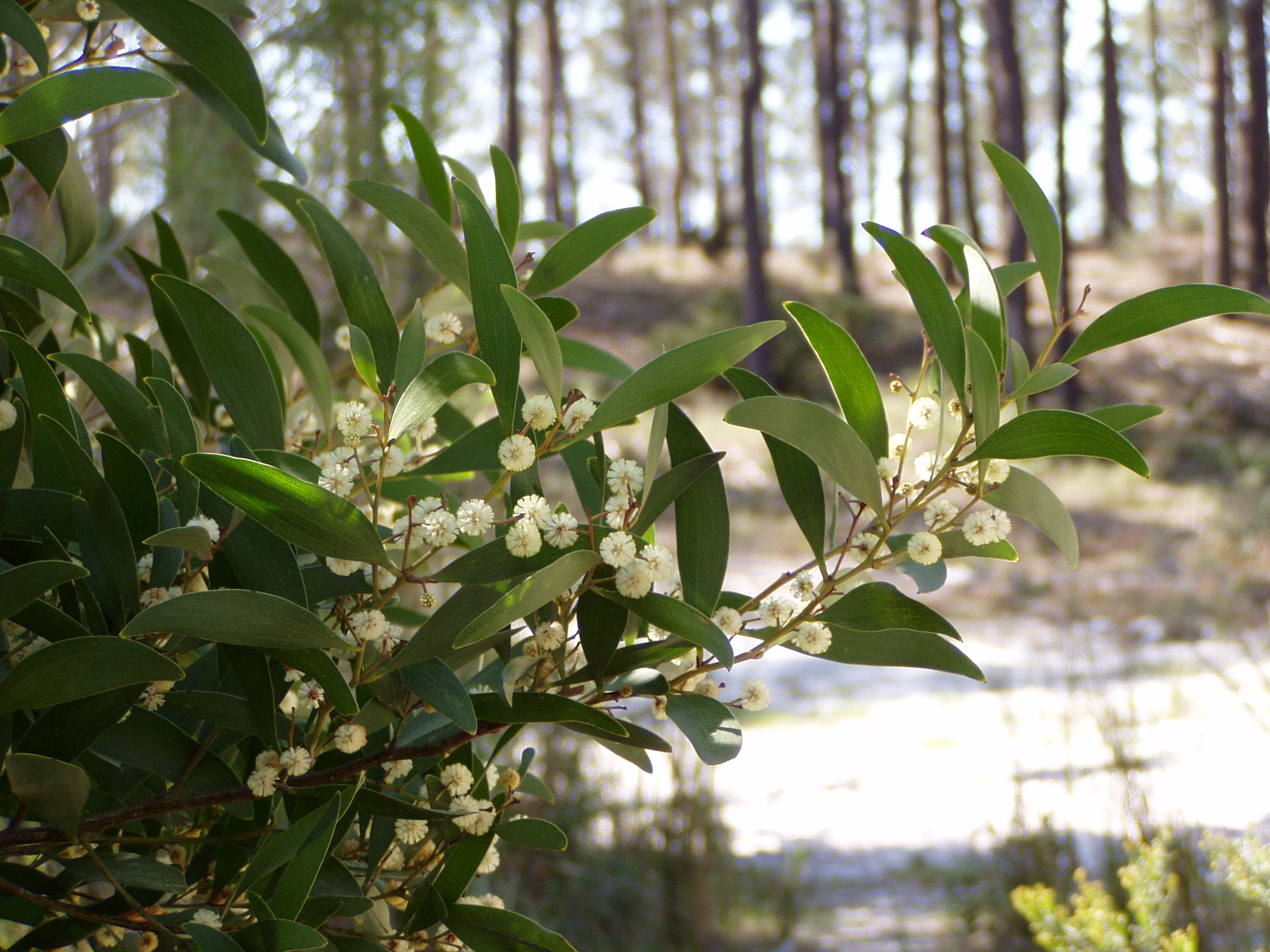
Acacia melanoxylon

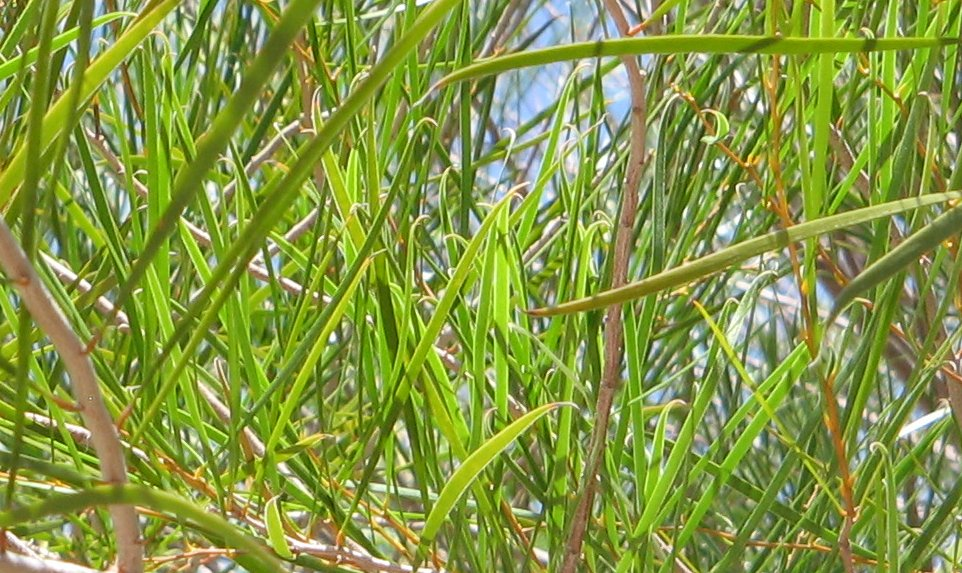
Acacia microneura

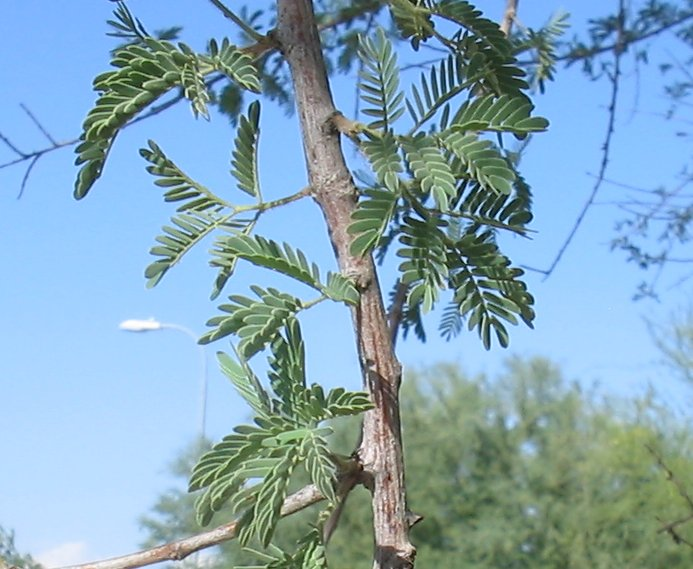
Acacia occidentalis

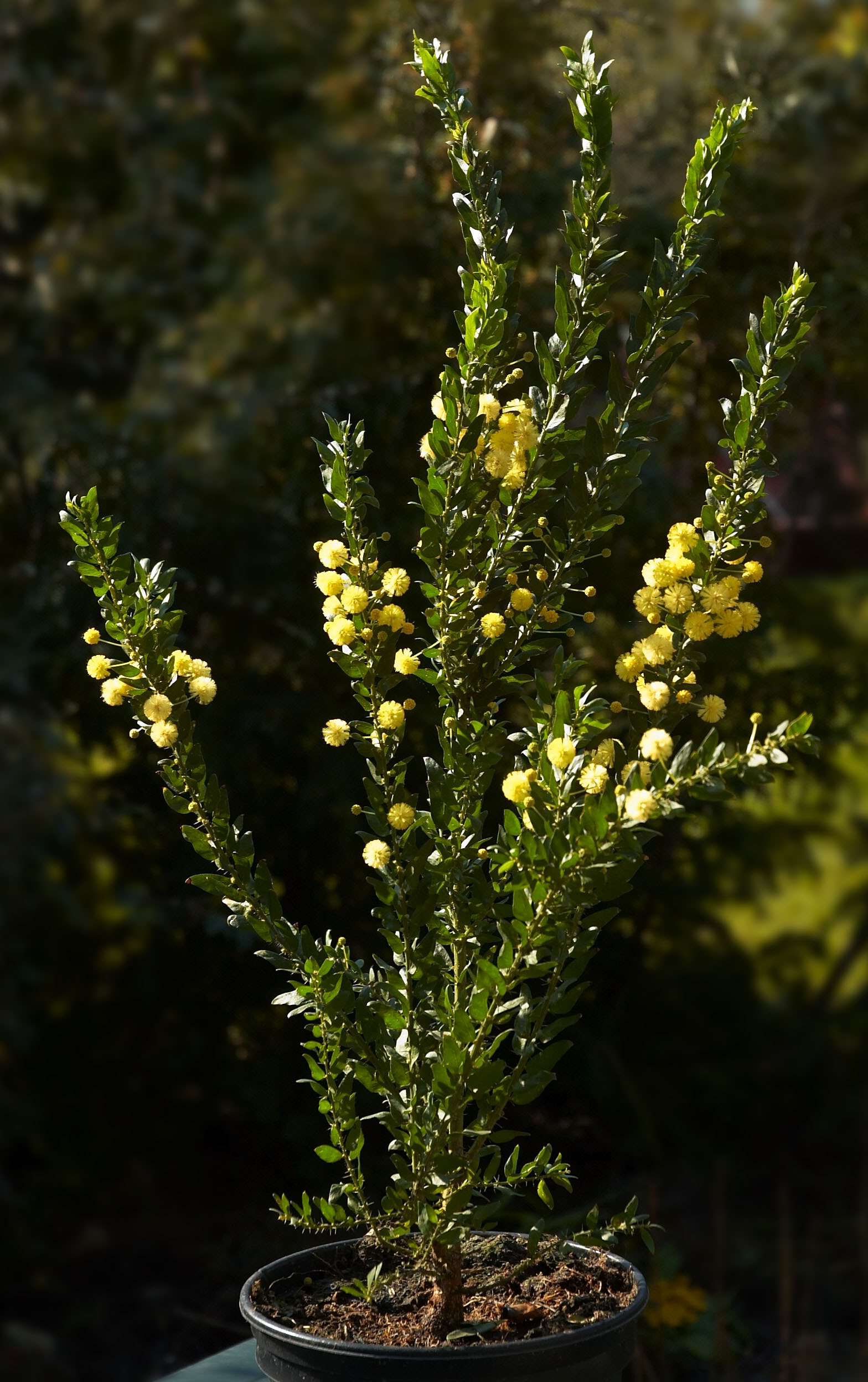
Acacia paradoxa

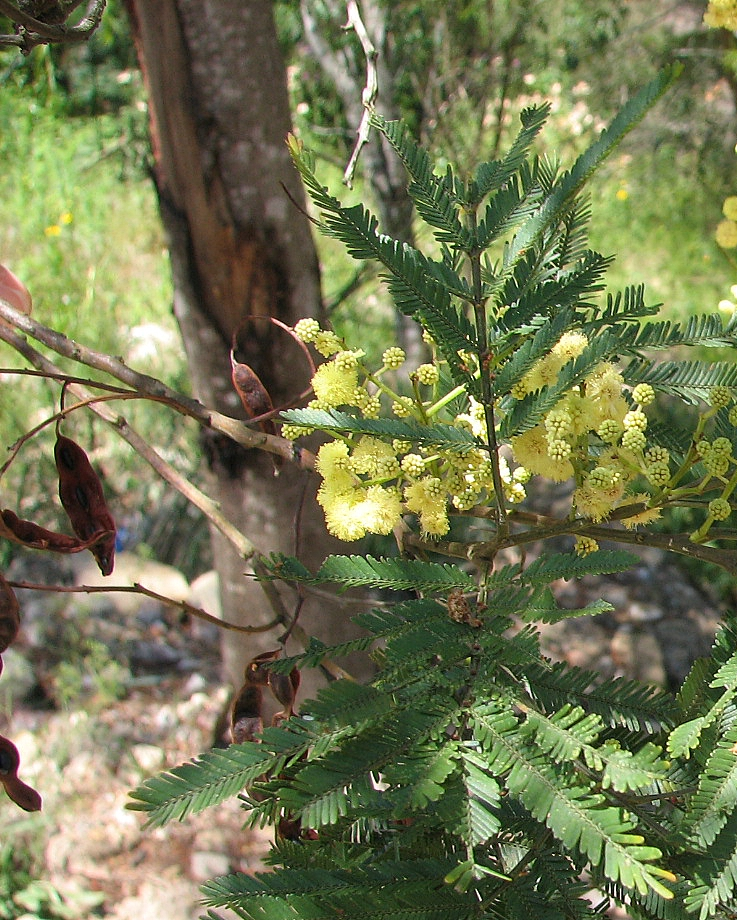
Acacia parramattensis

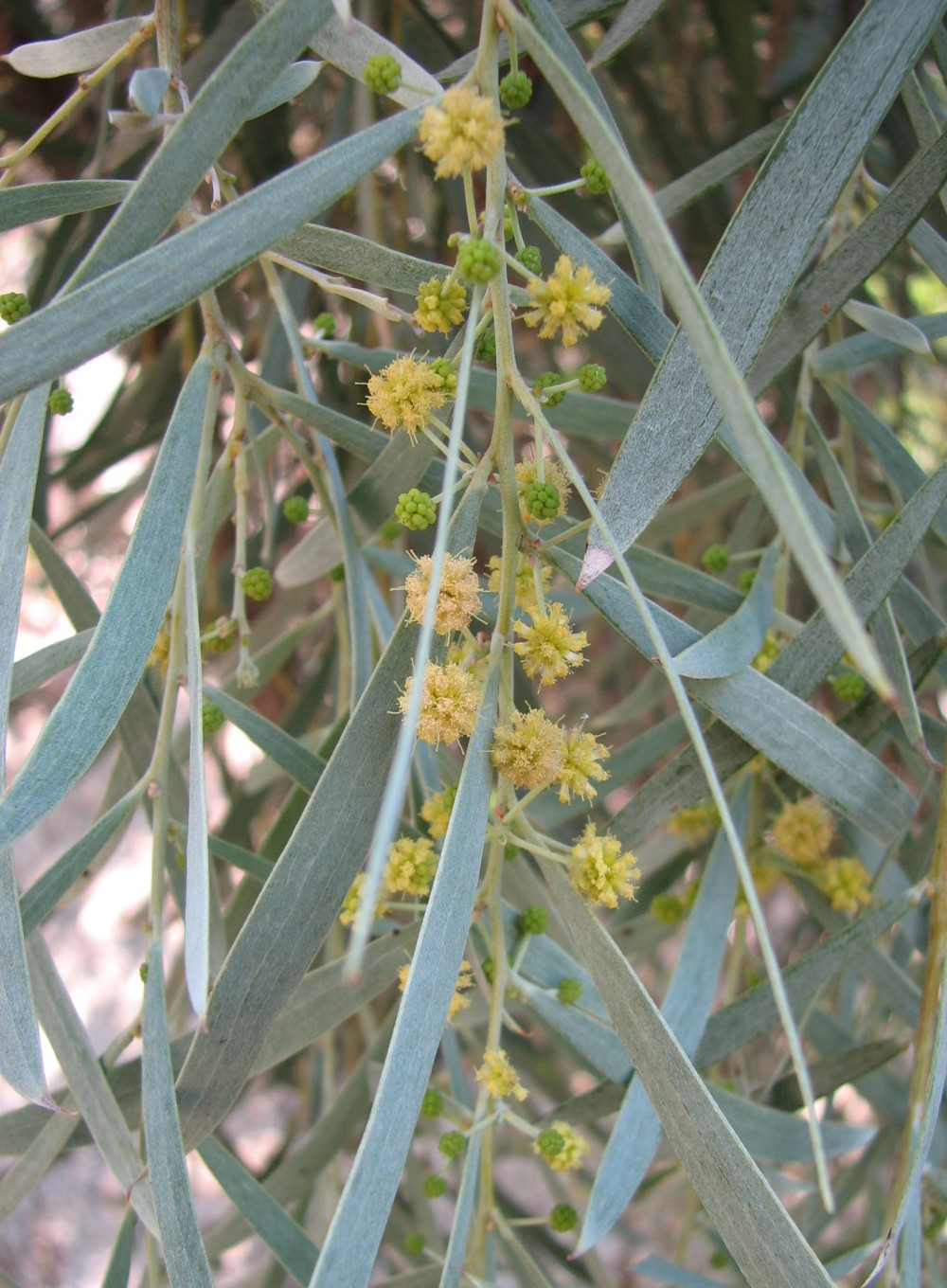
Acacia pendula

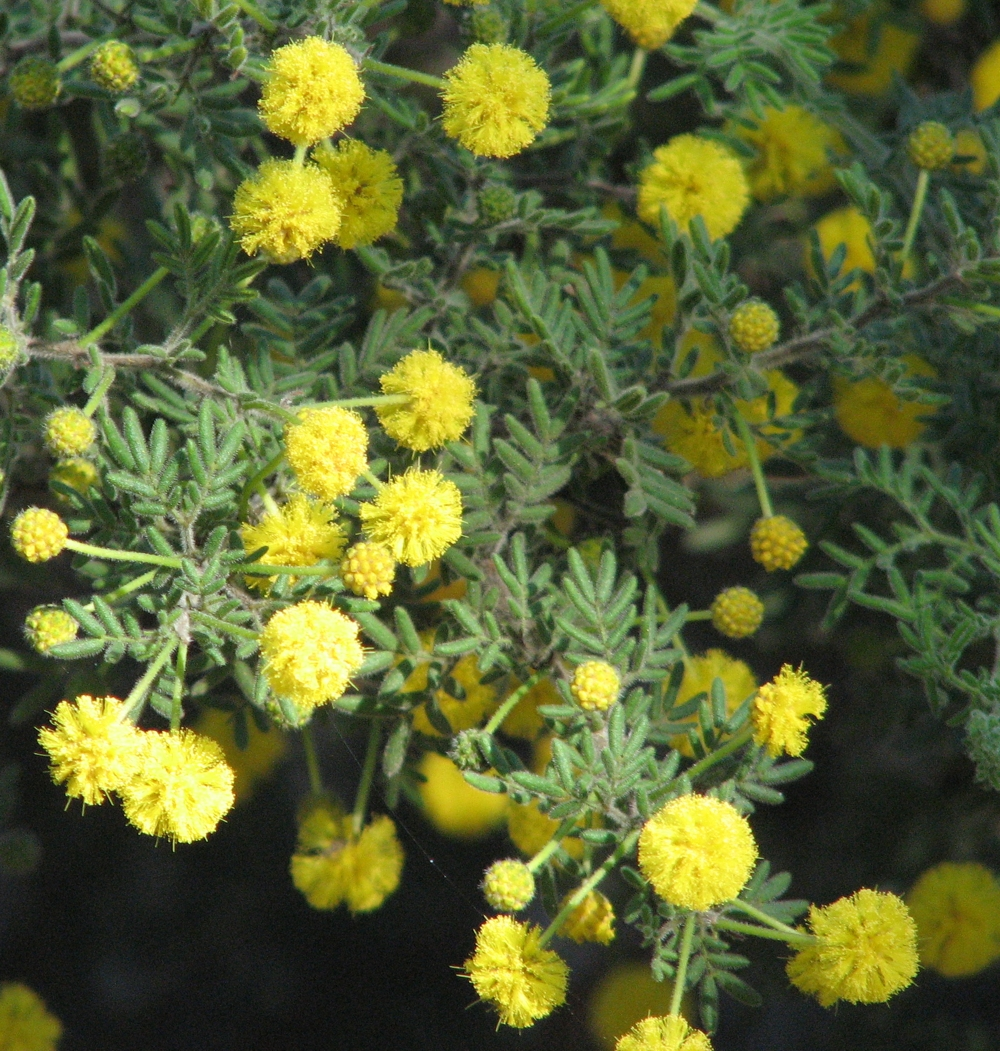
Acacia plicata

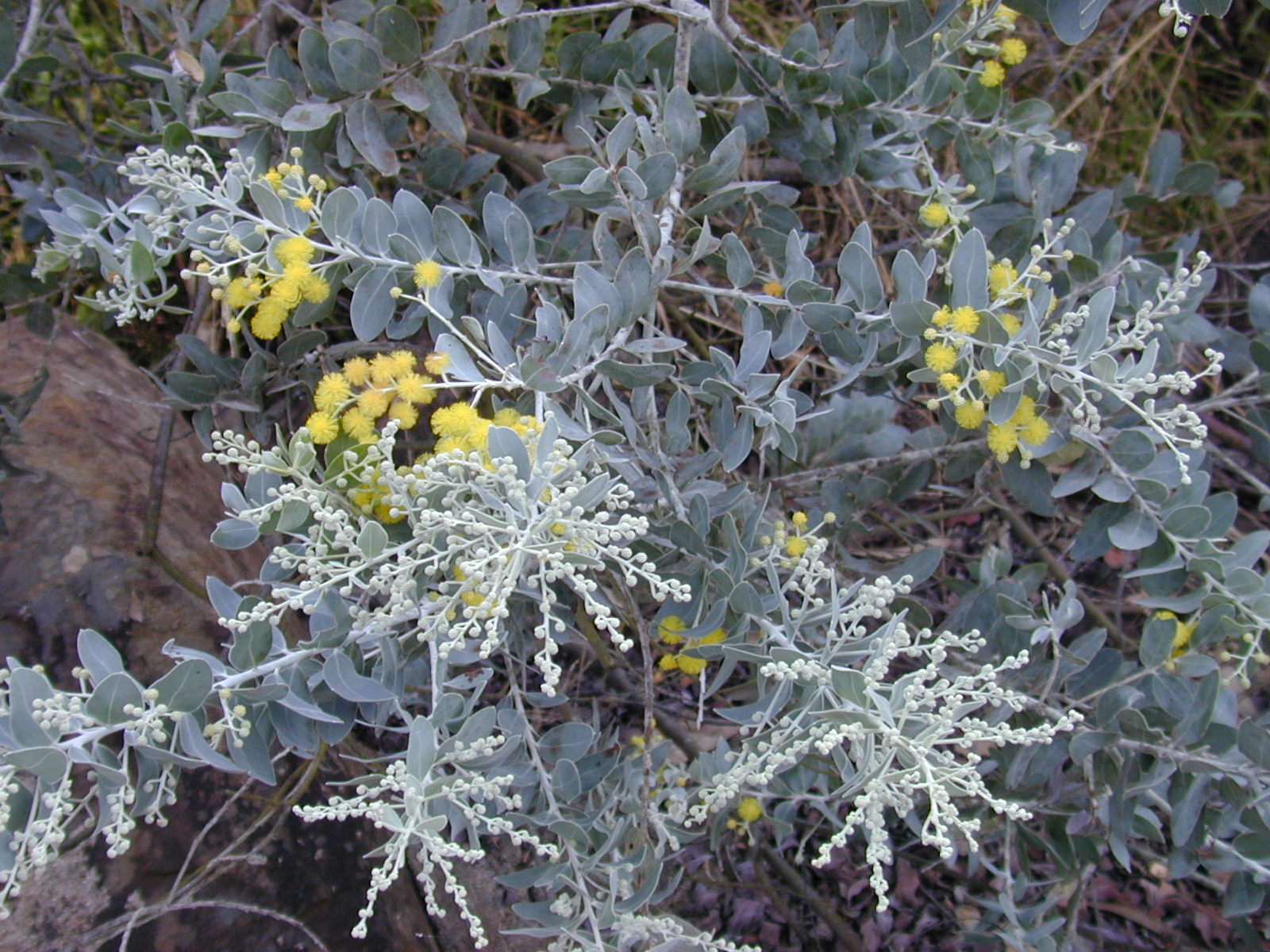
Acacia podalyriifolia

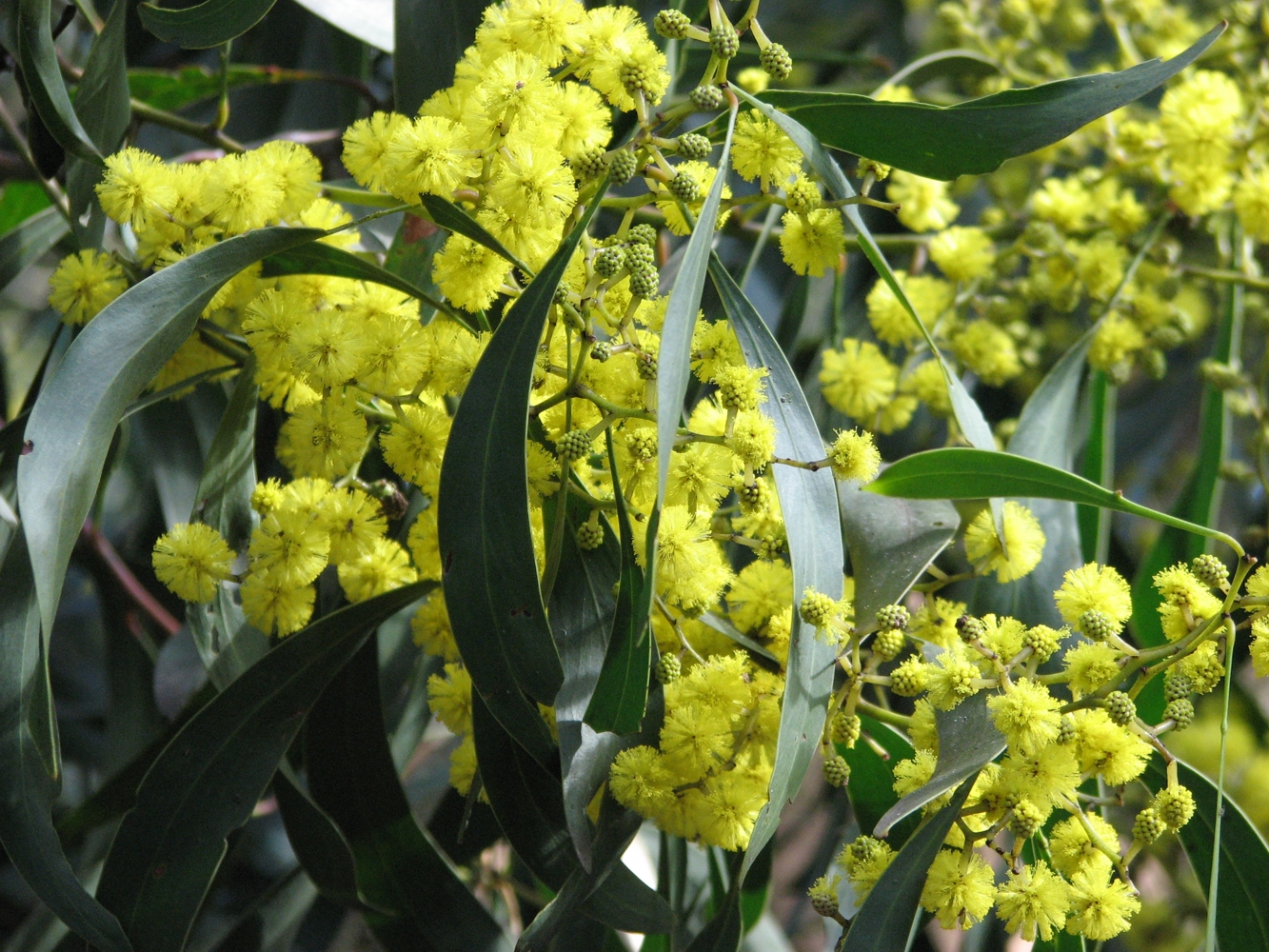
Acacia pycnantha

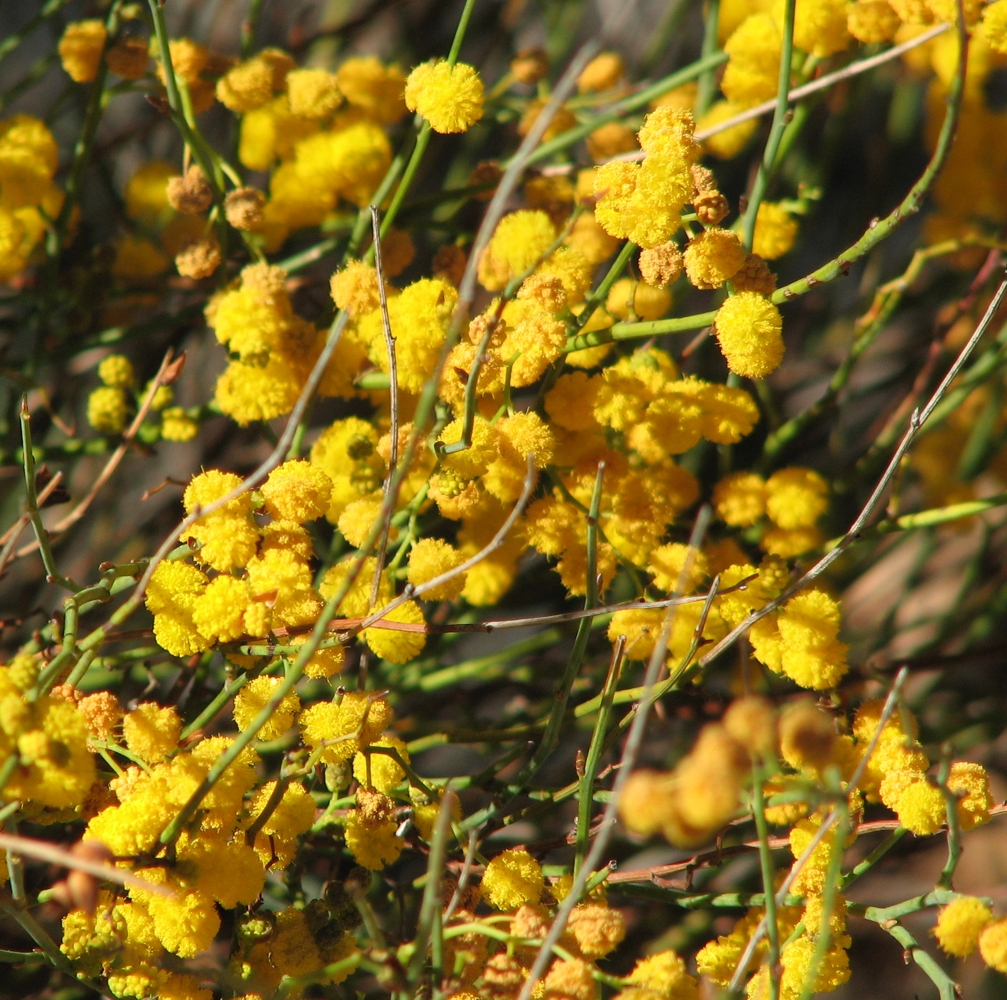
Acacia restiacea

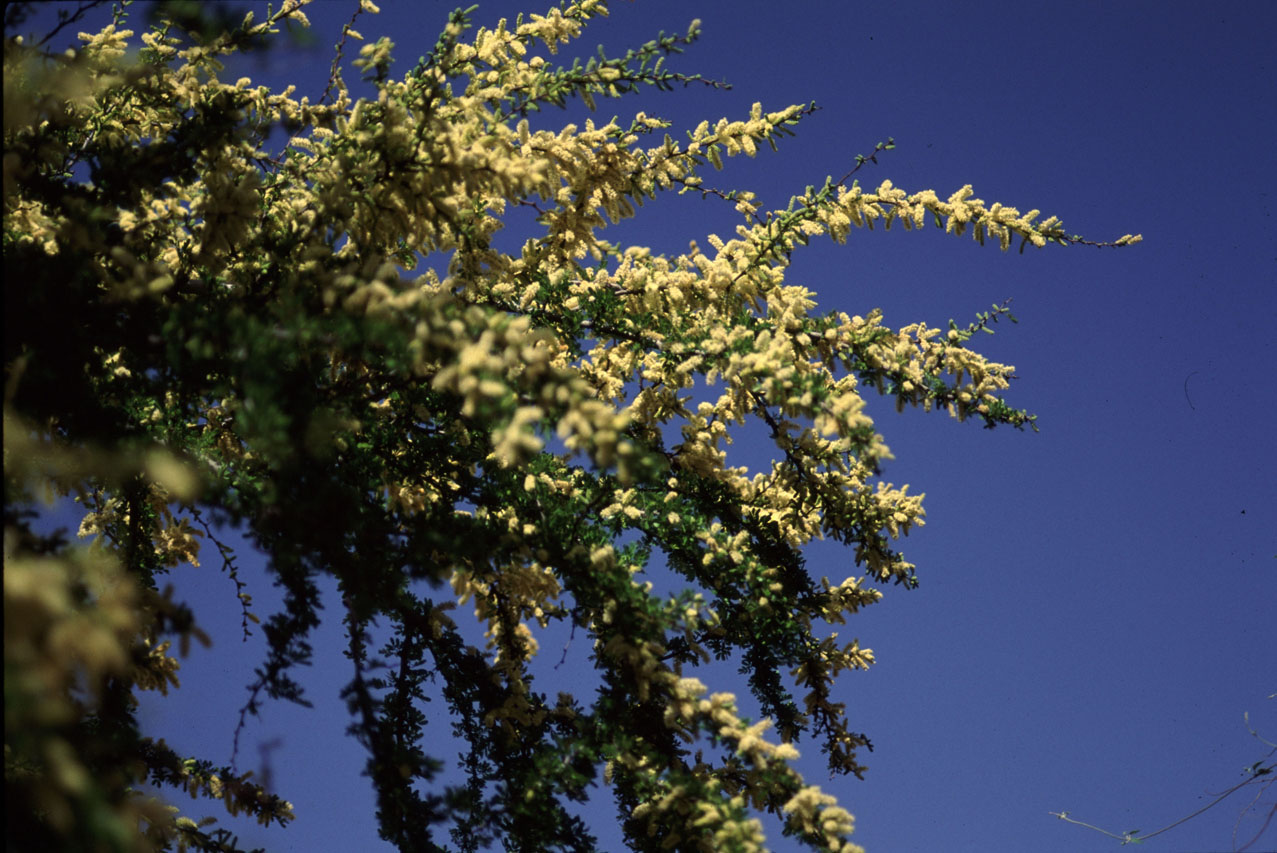
Acacia rigidula

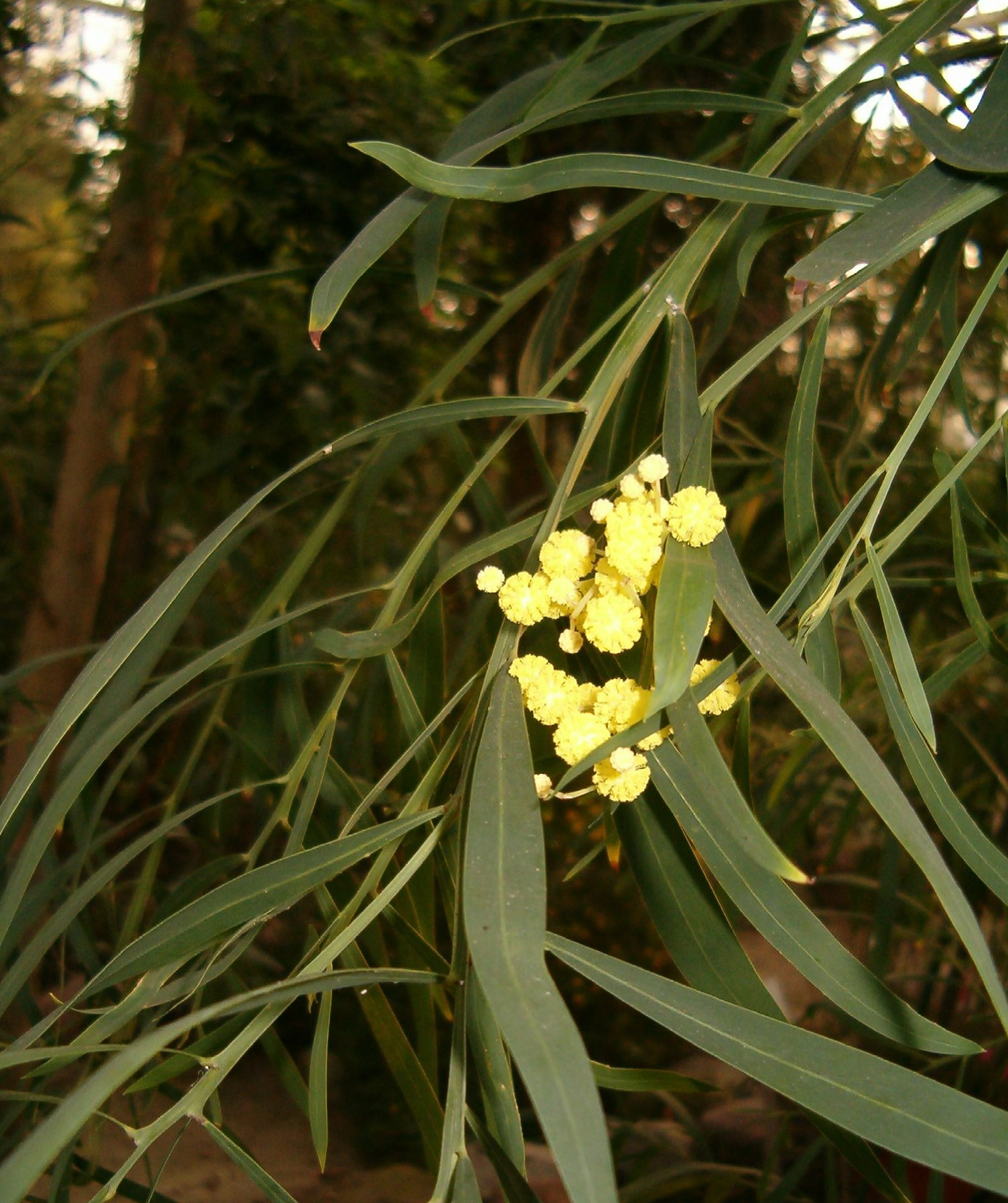
Acacia rostellifera

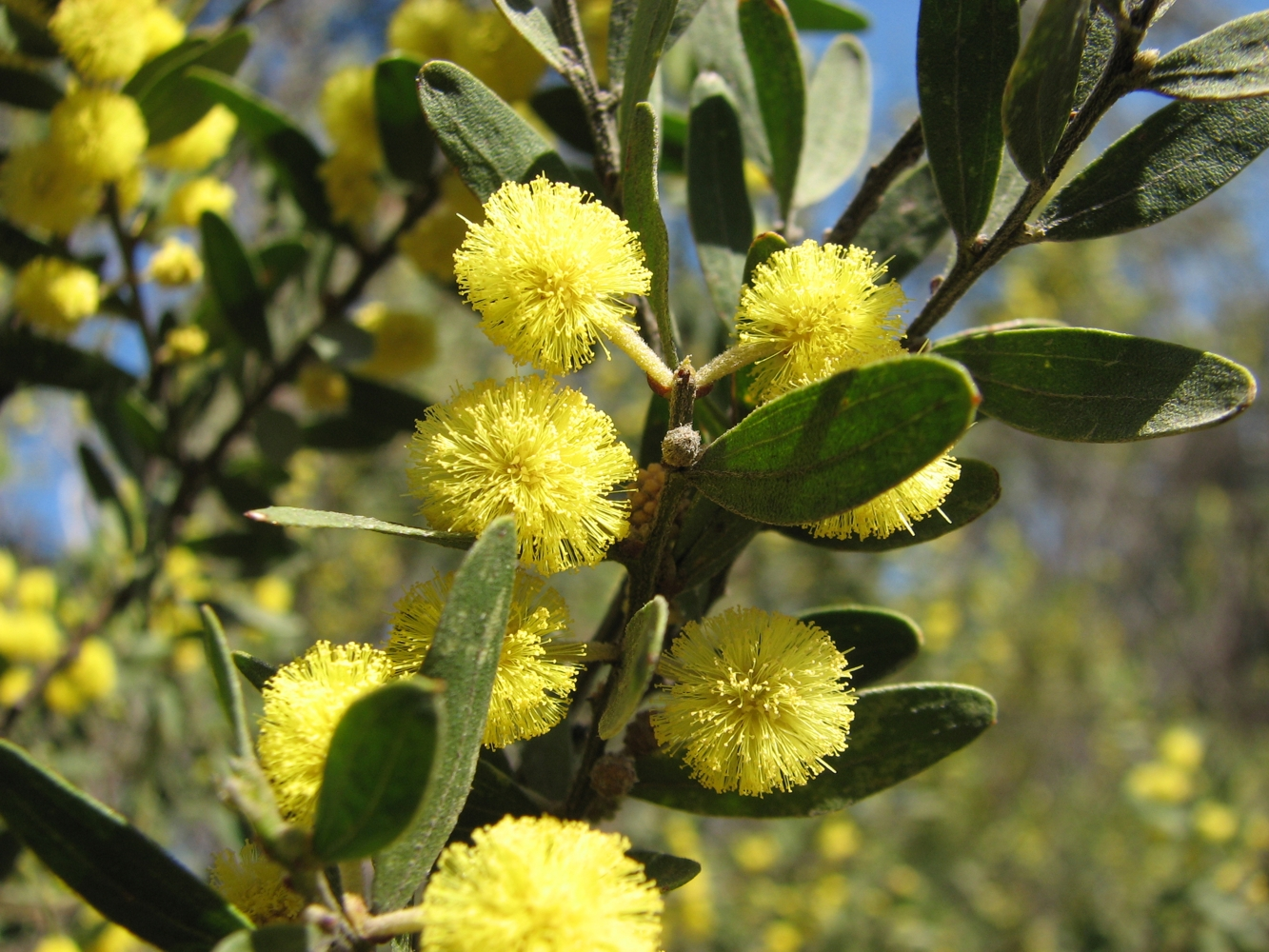
Acacia rostriformis

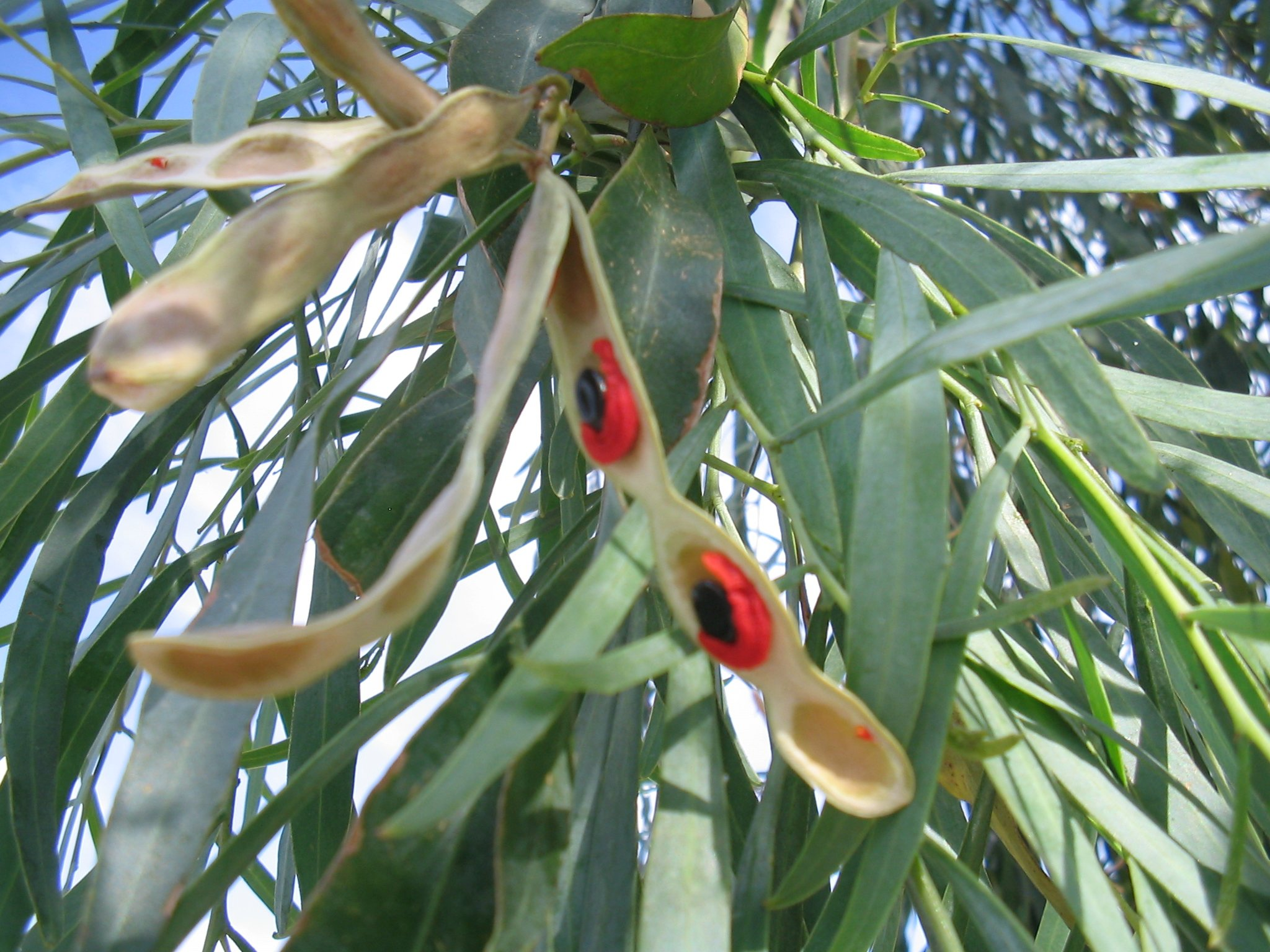
Acacia salicina

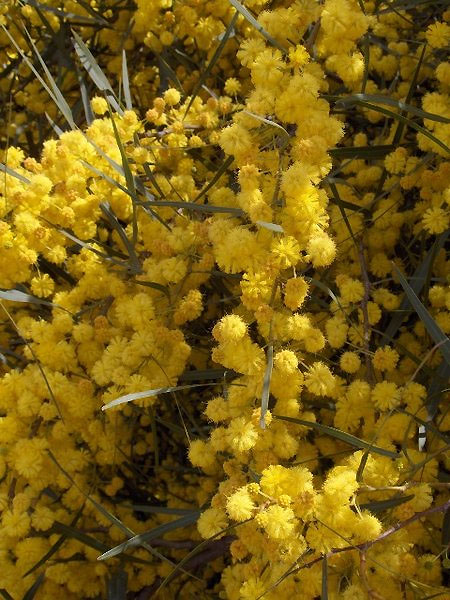
Acacia saligna

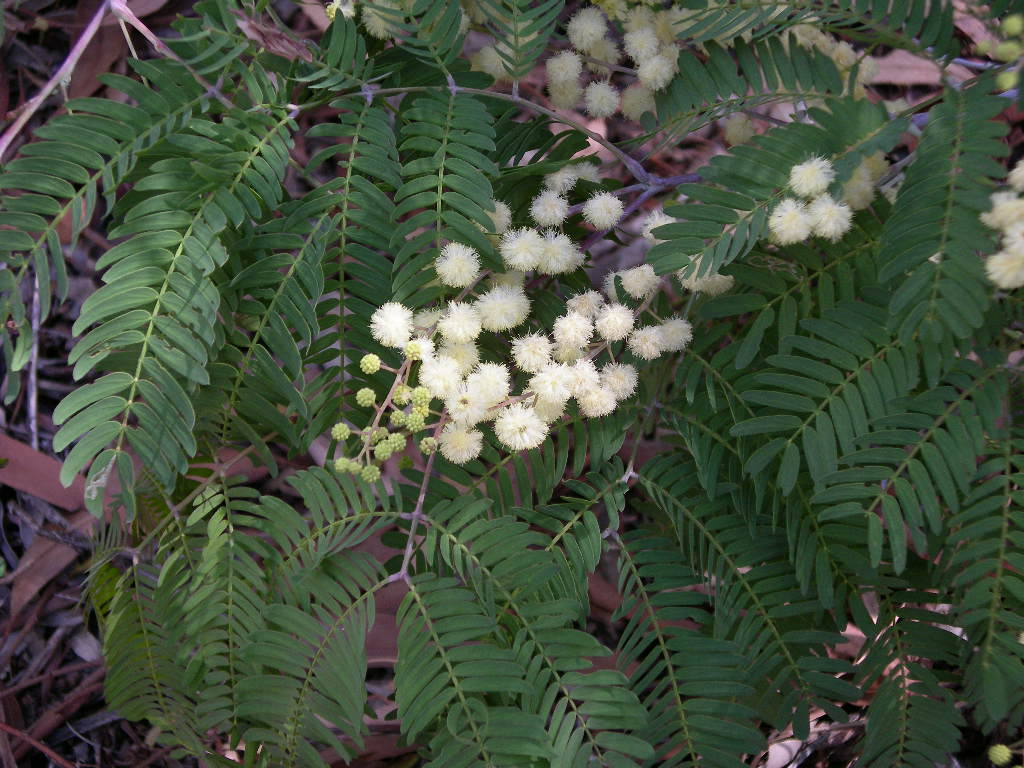
Acacia schinoides

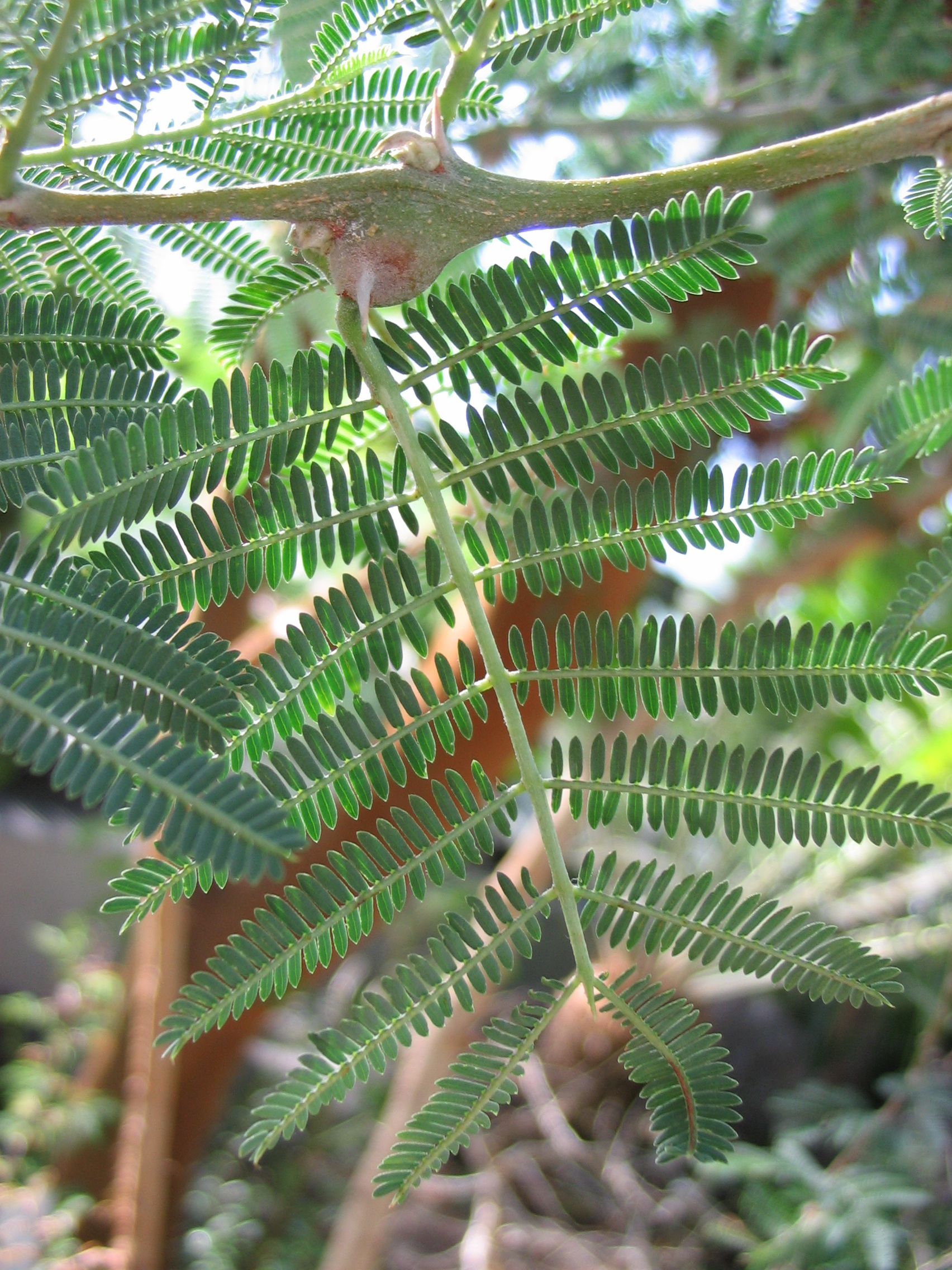
Acacia seyal

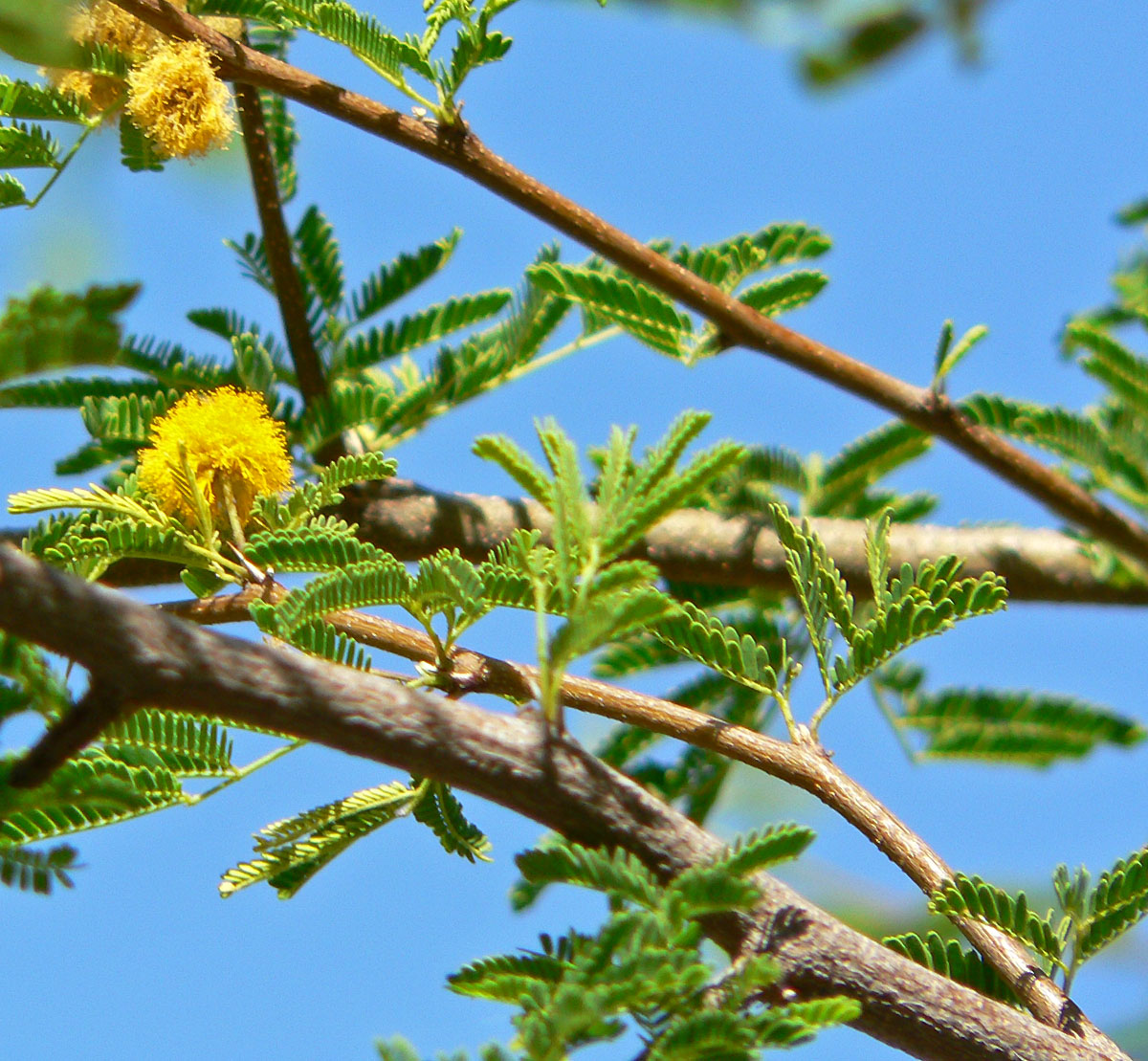
Acacia smallii

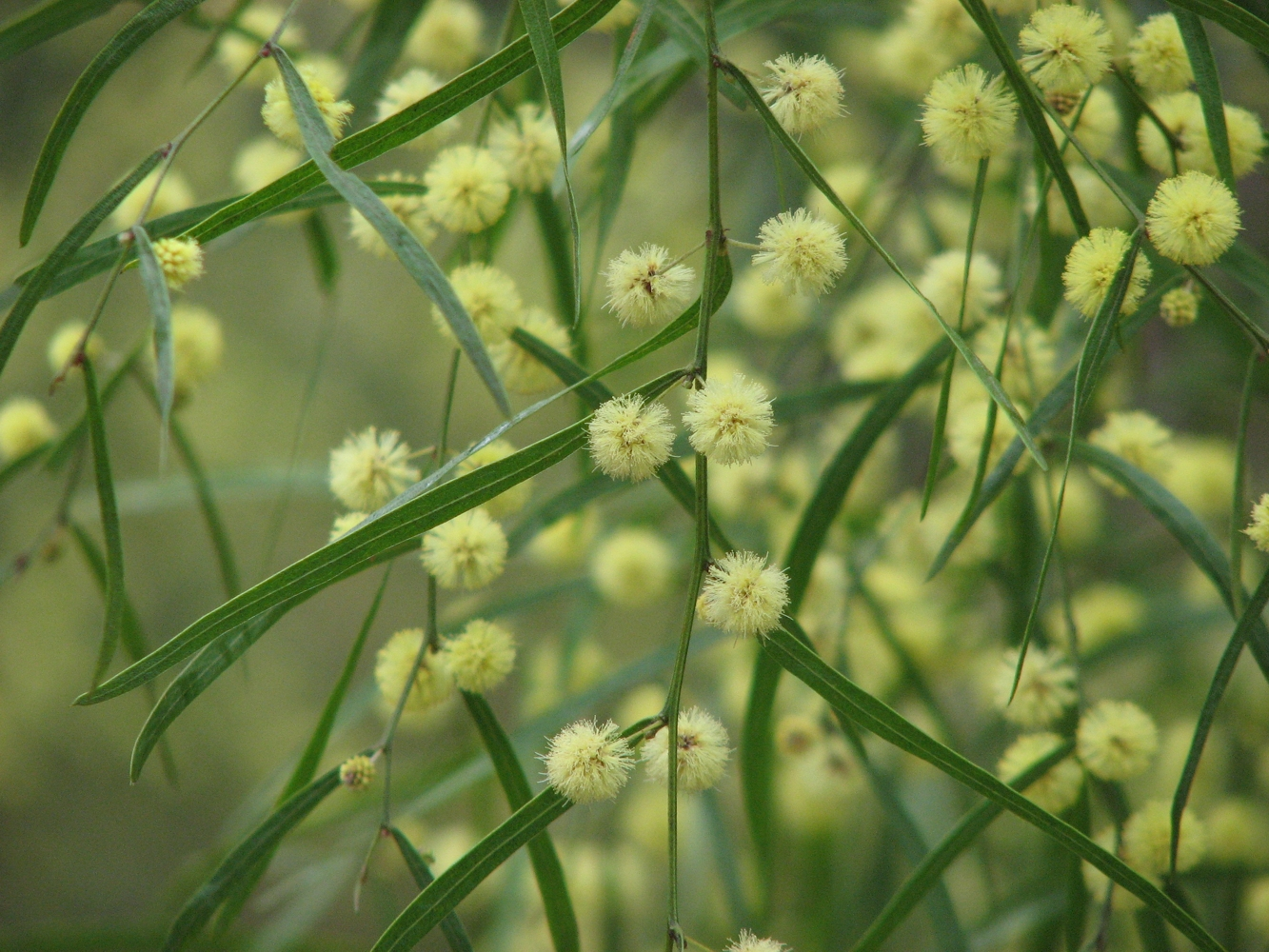
Acacia stictophylla

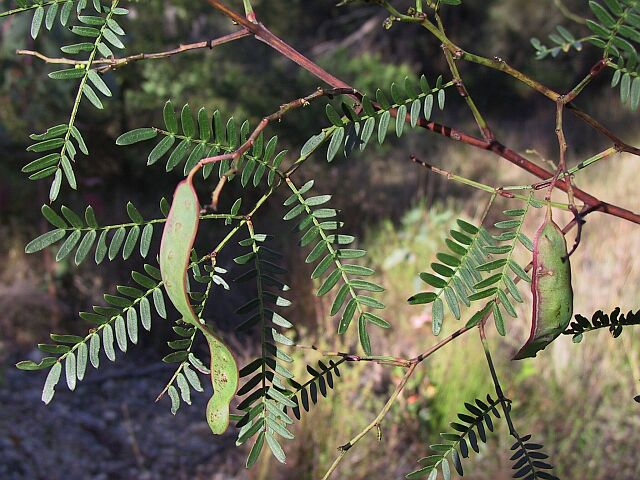
Acacia terminalis

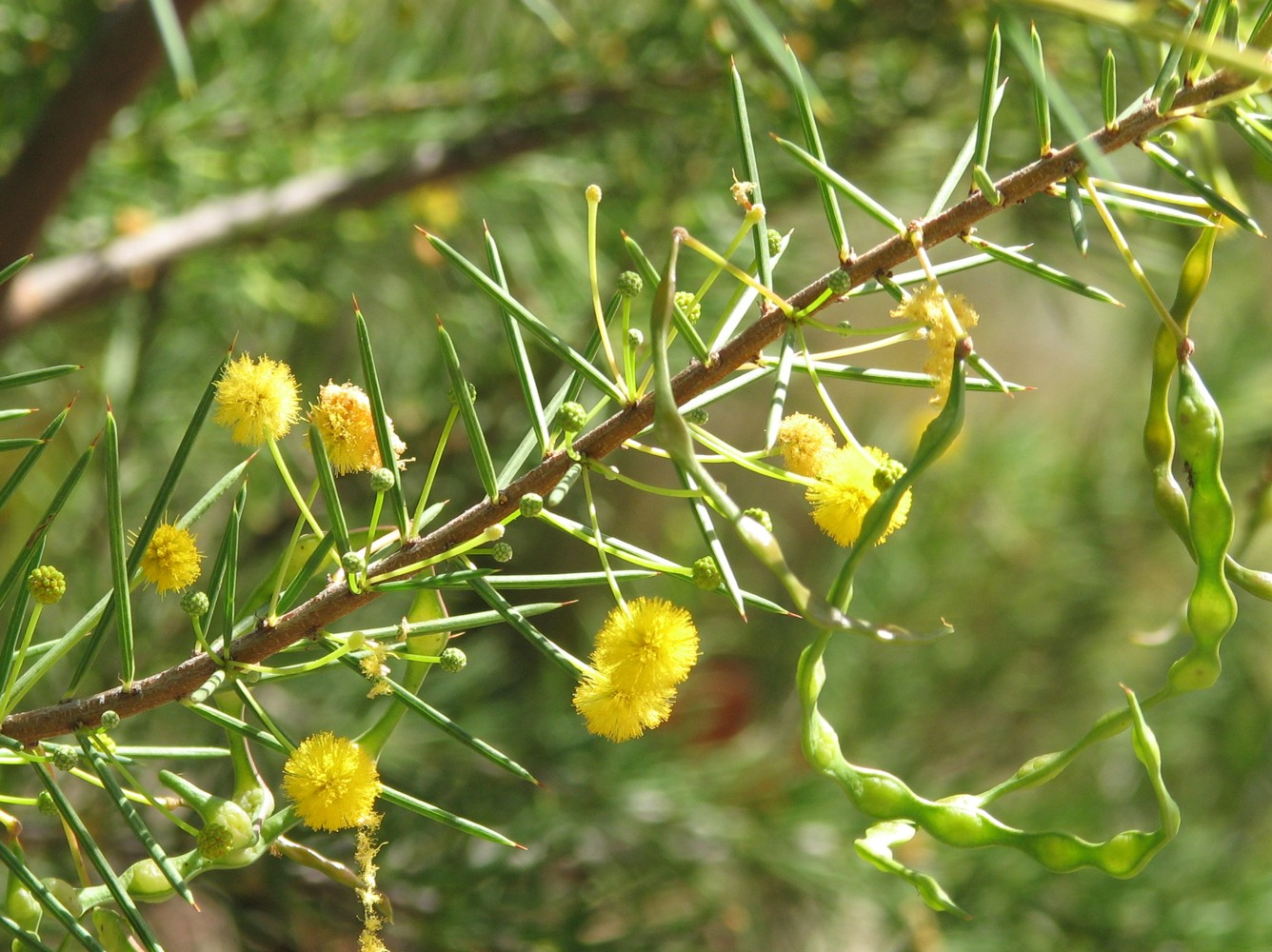
Acacia tetragonophylla

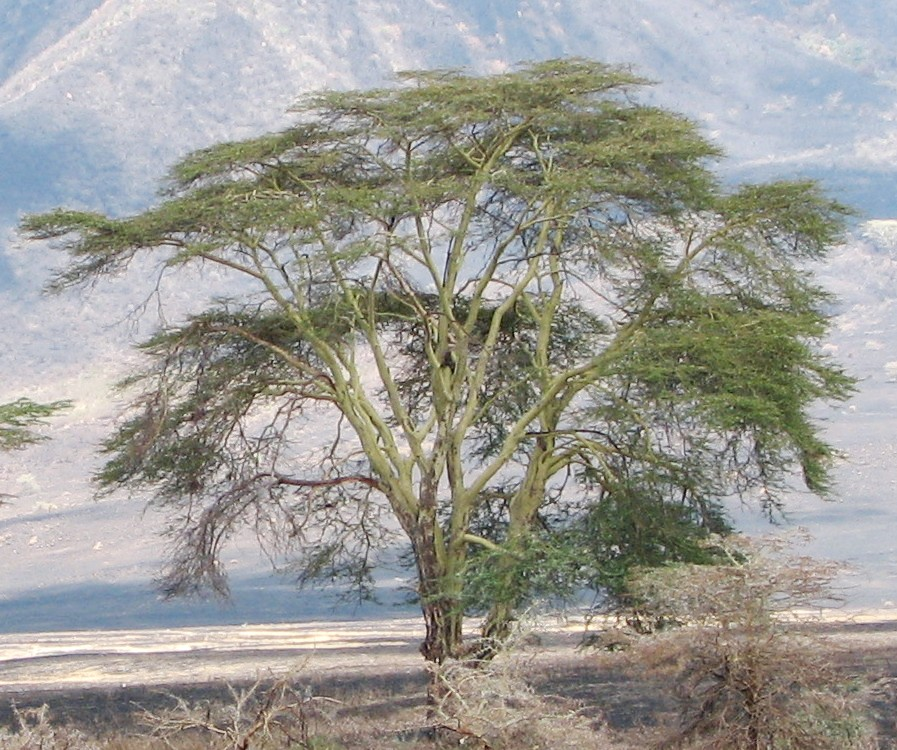
Acacia xanthophloea

- Acacia acellerata Maiden & Blakeley
- Acacia acinacea Lindl.
- Acacia aciphylla Benth.
- Acacia acoma Maslin
- Acacia acradenia F.Muell.
- Acacia acrionastes Pedley
- Acacia acuaria W.Fitzg.
- Acacia acuifera Benth.
- Acacia aculeatissima J.F.Macbr.
- Acacia aculeiformis Maslin
- Acacia acuminata Benth.
- Acacia acutata W.Fitzg.
- Acacia adenocalyx Brenan & Exell
- Acacia adenogonia (Pedley) R.S.Cowan & Maslin
- Acacia adenophora Spreng.
- Acacia adhaerens Benth.
- Acacia adinophylla Maslin
- Acacia adnata F.Muell.
- Acacia adoxa Pedley
- Acacia adsurgens Maiden & Blakeley
- Acacia adunca G.Don
- Acacia aemula Maslin
- Acacia aestivalis E.Pritz.
- Acacia alata R.Br.
- Acacia albicorticata Burkart
- Acacia albizioides Pedley
- Acacia alcockii Maslin & Whibley
- Acacia alemquerensis Huber
- Acacia alexandri Maslin
- Acacia alleniana Maiden
- Acacia allenii D.H.Janzen
- Acacia alpina F.Muell.
- Acacia altiscandens Ducke
- Acacia amabilis L. Rico
- Acacia amambayensis Hassl.
- Acacia amanda G.J.Leach
- Acacia amazonica Benth.
- Acacia amblygona Benth.
- Acacia amblyophylla F.Muell.
- Acacia amentacea DC.
- Acacia amentifera F.Muell.
- Acacia ammobia Maconochie
- Acacia ammophila Pedley
- Acacia amoena Wendl.
- Acacia ampeloclada Rusby
- Acacia ampliata R.S.Cowan & Maslin
- Acacia ampliceps Maslin
- Acacia amputata Maslin
- Acacia amyctica R.S.Cowan & Maslin
- Acacia amythethophylla A.Rich.
- Acacia anarthos Maslin
- Acacia anasilla A.S.George
- Acacia anastema Maslin
- Acacia anaticeps Tindale
- Acacia anceps DC.
- Acacia ancistrocarpa Maiden & Blakeley
- Acacia ancistroclada Brenan
- Acacia ancistrophylla C.R.P.Andrews
- Acacia andamanica I.C.Nielsen
- Acacia andongensis Hiern
- Acacia andrewsii W.Fitzg.
- Acacia anegadensis Britton
- Acacia aneura Benth.
- Acacia anfractuosa Maslin
- Acacia angusta Maiden
- Acacia angustissima (Mill.) Kuntze
- Acacia anisophylla S. Watson
- Acacia ankokib Chiov.
- Acacia anomala Court
- Acacia anthochaera Maslin
- Acacia antunesii Harms
- Acacia aphanoclada Maslin
- Acacia aphylla Maslin
- Acacia applanata Maslin
- Acacia aprepta Pedley
- Acacia aprica A.R.Chapm. & Maslin
- Acacia arafurica Tindale & Kodela
- Acacia araneosa Whibley
- Acacia arbiana Pedley
- Acacia arcuatilis R.S.Cowan & Maslin
- Acacia arenaria Schinz
- Acacia argutifolia Maslin
- Acacia argyraea Tindale
- Acacia argyrodendron Domin
- Acacia argyrophylla Hook.
- Acacia argyrotricha Pedley
- Acacia arida Benth.
- Acacia aristulata Maslin
- Acacia armillata (Pedley) Pedley
- Acacia armitii Maiden
- Acacia aroma Hook. & Arn.
- Acacia arrecta Maslin
- Acacia articulata Ducke
- Acacia asak (Forssk.) Willd.
- Acacia ascendens Maslin
- Acacia asepala Maslin
- Acacia ashbyae Maslin
- Acacia asparagoides A.Cunn.
- Acacia aspera Lindl.
- Acacia asperulacea F.Muell.
- Acacia assimilis S.Moore
- Acacia ataxacantha DC.
- Acacia ataxiphylla Benth.
- Acacia atkinsiana Maslin
- Acacia atopa Pedley
- Acacia atramentaria Benth.
- Acacia attenuata Maiden & Blakeley
- Acacia aulacocarpa Benth.
- Acacia aulacophylla R.S.Cowan & Maslin
- Acacia auratiflora R.S.Cowan & Maslin
- Acacia aureocrinita B.J.Conn & Tame
- Acacia auricoma Maslin
- Acacia auriculiformis Benth.
- Acacia auripila R.S.Cowan & Maslin
- Acacia auronitens Lindl.
- Acacia ausfeldii Regel
- Acacia awestoniana R.S.Cowan & Maslin
- Acacia axillaris Benth.
- Acacia ayersiana Maconochie
- Acacia baeuerlenii Maiden & R.T.Baker
- Acacia bahiensis Benth.
- Acacia baileyana F.Muell.
- Acacia bakeri Maiden
- Acacia balfourii Woodrow
- Acacia balsamea R.S.Cowan & Maslin
- Acacia bancroftiorum Maiden
- Acacia barahonensis Urb. & Ekman
- Acacia barakulensis Pedley
- Acacia barattensis J.M.Black
- Acacia barbinervis Benth.
- Acacia baronii Villiers & Du Puy
- Acacia barrancana Gentry
- Acacia barringtonensis Tindale
- Acacia basedowii Maiden
- Acacia baueri Benth.
- Acacia bavazzanoi Pic.Serm.
- Acacia baxteri Benth.
- Acacia beauverdiana Ewart & Sharman
- Acacia beckleri Tindale
- Acacia belairioides Urb.
- Acacia bellula Drake
- Acacia benthamii Meissner
- Acacia berlandieri Benth.
- Acacia betchei Maiden & Blakeley
- Acacia biaciculata S. Watson
- Acacia bidentata Benth.
- Acacia bidwillii Benth.
- Acacia bifaria Maslin
- Acacia biflora R.Br.
- Acacia bilimekii J.F.Macbr.
- Acacia binata Maslin
- Acacia binervata DC.
- Acacia binervia (Wendl.) J.F.Macbr.
- Acacia bispinosa Hereman
- Acacia bivenosa DC.
- Acacia blakei Pedley
- Acacia blakelyi Maiden
- Acacia blaxellii Maslin
- Acacia blayana Tindale & Court
- Acacia blomei Ohlend.
- Acacia bolei R.P.Subhedar
- Acacia boliviana Rusby
- Acacia bonariensis Hook. & Arn.
- Acacia boormanii Maiden
- Acacia borleae Burtt Davy
- Acacia borneensis I.C.Nielsen
- Acacia botrydion Maslin
- Acacia brachybotrya Benth.
- Acacia brachycarpa Pedley
- Acacia brachyclada W.Fitzg.
- Acacia brachyphylla Benth.
- Acacia brachypoda Maslin
- Acacia brachystachya Benth.
- Acacia bracteolata Maslin
- Acacia brandegeana I.M.Johnst.
- Acacia brassii Pedley
- Acacia breviracemosa Britton & Rose
- Acacia brevispica Harms
- Acacia bricchettiana Chiov.
- Acacia brockii Tindale & Kodela
- Acacia browniana Wendl.
- Acacia brownii (Poir.) Steud.
- Acacia brumalis Maslin
- Acacia brunioides G.Don
- Acacia bucheri Vict.
- Acacia bulgaensis Tindale & S.J.Davies
- Acacia bullockii Brenan
- Acacia burbidgeae Pedley
- Acacia burkei Benth.
- Acacia burrowii Maiden
- Acacia burttii Baker f.
- Acacia bussei Sjostedt
- Acacia buxifolia A.Cunn.
- Acacia bynoeana Benth.
- Acacia caerulescens Maslin & Court
- Acacia caesariata R.S.Cowan & Maslin
- Acacia caesia (L.) Willd.
- Acacia caesiella Maiden & Blakeley
- Acacia caffra (Thunb.) Willd.
- Acacia calamifolia Lindl.
- Acacia calantha Pedley
- Acacia calcarata Maiden & Blakeley
- Acacia calcicola Forde & Ising
- Acacia caleyi Benth.
- Acacia callicoma Meissner
- Acacia calyculata Benth.
- Acacia cambagei R.T.Baker
- Acacia campoptila Schweinf.
- Acacia camptoclada C.R.P.Andrews
- Acacia campylophylla Benth.
- Acacia cana Maiden
- Acacia canescens (Britton & Killip) Garcia-Barr.
- Acacia cangaiensis Tindale & Kodela
- Acacia capillaris A.S.George
- Acacia caraniana Chiov.
- Acacia cardiophylla Benth.
- Acacia carens Maslin
- Acacia carneorum Maiden
- Acacia carnosula Maslin
- Acacia caroleae Pedley
- Acacia cassicula R.S.Cowan & Maslin
- Acacia castanostegia Maslin
- Acacia cataractae Tindale & Kodela
- Acacia catechu (L.f.) Willd.
- Acacia catenulata C.T.White
- Acacia catharinensis O.M.Barth & Yonesh.
- Acacia caurina Barneby & Zanoni
- Acacia cavealis R.S.Cowan & Maslin
- Acacia caven (Molina) Molina
- Acacia cedilloi L. Rico
- Acacia cedroides Benth.
- Acacia celastrifolia Benth.
- Acacia centralis (Britton & Rose) Lundell
- Acacia cerastes Maslin
- Acacia chalkeri Maiden
- Acacia chamaeleon Maslin
- Acacia chapmanii R.S.Cowan & Maslin
- Acacia chariessa Milne-Redh.
- Acacia chartacea Maslin
- Acacia cheelii Blakeley
- Acacia cheilanthifolia Chiov.
- Acacia chiapensis Saff.
- Acacia chinchillensis Tindale
- Acacia chippendalei Pedley
- Acacia chisholmii Bailey
- Acacia choriophylla Benth.
- Acacia chrysantha DC.
- Acacia chrysella Maiden & Blakeley
- Acacia chrysocephala Maslin
- Acacia chrysochaeta Maslin
- Acacia chrysopoda Maiden & Blakeley
- Acacia chrysotricha Tindale
- Acacia chundra (Rottler) Willd.
- Acacia ciliolata Brenan & Exell
- Acacia cincinnata F.Muell.
- Acacia citrinoviridis Tindale & Maslin
- Acacia clandullensis B.J.Conn & Tame
- Acacia clelandii Pedley
- Acacia clunies-rossiae Maiden
- Acacia clydonophora Maslin
- Acacia cochlearis (Labill.) Wendl.
- Acacia cochliacantha Willd.
- Acacia cochlocarpa Meissner
- Acacia cockerellae (Britton & Rose) Lundell
- Acacia cognata Domin
- Acacia colei Maslin & L.A.J.Thomson
- Acacia colletioides Benth.
- Acacia collinsii Saff.
- Acacia comans W.Fitzg.
- Acacia comosa Gagnep.
- Acacia compacta Rose
- Acacia complanata Benth.
- Acacia concinna (Willd.) DC.
- Acacia concolorans Maslin
- Acacia concurrens Pedley
- Acacia condyloclada Chiov.
- Acacia conferta Benth.
- Acacia confluens Maiden & Blakeley
- Acacia confusa Merr.
- Acacia congesta Benth.
- Acacia conjunctifolia F.Muell.
- Acacia conniana Maslin
- Acacia consanguinea R.S.Cowan & Maslin
- Acacia consobrina R.S.Cowan & Maslin
- Acacia conspersa F.Muell.
- Acacia constablei Tindale
- Acacia constricta A.Gray
- Acacia continua Benth.
- Acacia convallium Pedley
- Acacia cookii Saff.
- Acacia coolgardiensis Maiden
- Acacia coriacea DC.
- Acacia cornigera (L.) Willd.
- Acacia costata Benth.
- Acacia costiniana Tindale
- Acacia coulteri A.Gray
- Acacia courtii Tindale & Hersc.
- Acacia covenyi Tindale
- Acacia cowaniana Maslin
- Acacia cowellii (Britton & Rose) Leon
- Acacia cowleana Tate
- Acacia cracentis R.S.Cowan & Maslin
- Acacia craibii I.C.Nielsen
- Acacia craspedocarpa F.Muell.
- Acacia crassa Pedley
- Acacia crassicarpa Benth.
- Acacia crassifolia A. Gray
- Acacia crassistipula Benth.
- Acacia crassiuscula Wendl.
- Acacia crassuloides Maslin
- Acacia creatacea Maslin & Whibley
- Acacia cremiflora B.J.Conn & Tame
- Acacia crenulata R.S.Cowan & Maslin
- Acacia cretata Pedley
- Acacia crinita Brandegee
- Acacia crispula Benth.
- Acacia crombiei C.T.White
- Acacia cucuyo Barneby & Zanoni
- Acacia cuernavacana (Britton & Rose) Sandwith
- Acacia cultriformis G.Don
- Acacia cummingiana Maslin
- Acacia cundinamarcae (Britton & Killip) Garcia-Barr.
- Acacia cuneifolia Maslin
- Acacia cupeyensis Leon
- Acacia cupularis Domin
- Acacia curbeloi Leon
- Acacia curranii Maiden
- Acacia curvata Maslin
- Acacia curvifructa Burkart
- Acacia curvinervia Maiden
- Acacia cuspidifolia Maslin
- Acacia cuthbertsonii Luehm.
- Acacia cyclopis Cunn. ex Loudon
- Acacia cyclops G.Don
- Acacia cylindrica R.S.Cowan & Maslin
- Acacia cyperophylla Benth.
- Acacia dacrydioides Tindale
- Acacia daemon Urb.
- Acacia dallachiana F.Muell.
- Acacia dampieri Jacq.
- Acacia dangarensis Tindale & Kodela
- Acacia daviesioides C.A.Gardner
- Acacia davyi N.E.Br.
- Acacia daweana Maslin
- Acacia dawsonii R.T.Baker
- Acacia dealbata Link – akacja srebrzysta
- Acacia deanei (R.T.Baker) M.B.Welch & al.
- Acacia debilis Tindale
- Acacia declinata R.S.Cowan & Maslin
- Acacia decora Rchb.f.
- Acacia decurrens Willd.
- Acacia decussata Ten.
- Acacia deficiens Maslin
- Acacia deflexa Maiden & Blakeley
- Acacia delavayi Franch.
- Acacia delibrata Benth.
- Acacia delicata (Britton & Rose) Bullock
- Acacia delicatula Tindale & Kodela
- Acacia delphina Maslin
- Acacia deltoidea G.Don
- Acacia demissa R.S.Cowan & Maslin
- Acacia dempsteri F.Muell.
- Acacia densiflora Morrison
- Acacia densispina Thulin
- Acacia denticulosa F.Muell.
- Acacia dentifera Benth.
- Acacia dependens Dehnh.
- Acacia depressa Maslin
- Acacia dermatophylla Benth.
- Acacia desertorum Maiden & Blakeley
- Acacia desmondii Maslin
- Acacia deuteroneura Pedley
- Acacia diadenia R.Parker
- Acacia diaphana R.S.Cowan & Maslin
- Acacia diaphyllodinea Maslin
- Acacia dictyoneura E.Pritz.
- Acacia dictyophleba F.Muell.
- Acacia didyma A.R.Chapm. & Maslin
- Acacia dielsii E.Pritz.
- Acacia dietrichiana F.Muell.
- Acacia difficilis Maiden
- Acacia difformis R.T.Baker
- Acacia diffusa Lindl.
- Acacia dilatata Benth.
- Acacia dimidiata Benth.
- Acacia diminuta Maslin
- Acacia dissona R.S.Cowan & Maslin
- Acacia distans Maslin
- Acacia disticha Maslin
- Acacia ditricha Pedley
- Acacia divaricata Jacq.
- Acacia divergens Benth.
- Acacia dodonaeifolia (Pers.) Balb.
- Acacia dolichocephala Harms
- Acacia dolichophylla Maslin
- Acacia dolichostachya S.F.Blake
- Acacia donaldii Haines
- Acacia donaldsonii R.S.Cowan & Maslin
- Acacia donnaiensis Gagnep.
- Acacia doratoxylon A.Cunn.
- Acacia dorothea Maiden
- Acacia dorsenna Maslin
- Acacia drepanocarpa F.Muell.
- Acacia drepanolobium Sjostedt
- Acacia drepanophylla Maslin
- Acacia drewiana W.Fitzg.
- Acacia drummondii Lindl.
- Acacia dudgeoni Holland
- Acacia dumetorum DC.
- Acacia dunnii (Maiden) Turrill
- Acacia dura Benth.
- Acacia durabilis Maslin
- Acacia duriuscula W.Fitzg.
- Acacia eburnea (L.f.) Willd.
- Acacia echinula DC.
- Acacia echinuliflora G.J.Leach
- Acacia edgeworthii T.Anderson
- Acacia effusa Maslin
- Acacia effusifolia (R.S. Cowan & Maslin) Maslin & Buscumb
- Acacia ehrenbergiana Hayne
- Acacia elachantha M.W.McDonald & Maslin
- Acacia elata Benth.
- Acacia elatior Brenan
- Acacia eliasiana (Britton & Killip) Standl.
- Acacia elongata DC.
- Acacia empelioclada Maslin
- Acacia enervia Maiden & Blakeley
- Acacia ensifolia Pedley
- Acacia enterocarpa R.V.Sm.
- Acacia epacantha (Maslin) Maslin
- Acacia epedunculata R.S.Cowan & Maslin
- Acacia ephedroides Benth.
- Acacia eremaea C.R.P.Andrews
- Acacia eremophila W.Fitzg.
- Acacia eremophiloides Pedley & P.I.Frost.
- Acacia ericifolia Benth.
- Acacia ericksoniae Maslin
- Acacia erinacea Benth.
- Acacia eriocarpa Brenan
- Acacia erioclada Benth.
- Acacia erioloba E.Mey.
- Acacia eriopoda Maiden & Blakeley
- Acacia errabunda Maslin
- Acacia erubescens Oliv.
- Acacia erythrocalyx Brenan
- Acacia erythrophloea Brenan
- Acacia erythropus Ten.
- Acacia estrophiolata F.Muell.
- Acacia etbaica Schweinf.
- Acacia etilis Speg.
- Acacia euthyphylla Maslin
- Acacia evenulosa Maslin
- Acacia everistii Pedley
- Acacia excelsa Benth.
- Acacia excentrica Maiden & Blakeley
- Acacia exilis Maslin
- Acacia exocarpoides W.Fitzg.
- Acacia exsudans Mouill.
- Acacia extensa Lindl.
- Acacia exuvialis Verd.
- Acacia fagonioides (Benth.) J.F.Macbr.
- Acacia falcata Willd.
- Acacia falcifolia Hoffmanns.
- Acacia falciformis DC.
- Acacia farinosa Lindl.
- Acacia farnesiana (L.) Willd. – akacja Farnesa
- Acacia fasciculifera Benth.
- Acacia fauntleroyi (Maiden) Maiden & Blakeley
- Acacia feddeana Harms
- Acacia ferocior Maiden
- Acacia ferruginea DC.
- Acacia ficoides Jacq.
- Acacia filamentosa Maslin
- Acacia filicifolia Cheel & M.B.Welch
- Acacia filifolia Benth.
- Acacia filipes Pedley
- Acacia fimbriata G.Don
- Acacia fischeri Harms
- Acacia flabellifolia W.Fitzg.
- Acacia flagellaris Thulin
- Acacia flagelliformis Court
- Acacia flavescens Benth.
- Acacia flavipila A.S.George
- Acacia fleckeri Pedley
- Acacia fleckii Schinz
- Acacia flexifolia Benth.
- Acacia flocktoniae Maiden
- Acacia floribunda (Vent.) Willd.
- Acacia floydii Tindale
- Acacia fluminense (Vell.) Angely
- Acacia foliosa Seem.
- Acacia formidabilis R.S.Cowan & Maslin
- Acacia forrestiana E.Pritz.
- Acacia forsythii Maiden & Blakeley
- Acacia fragilis Maiden & Blakeley
- Acacia frigescens J.H.Willis
- Acacia froggattii Maiden
- Acacia fulva Tindale
- Acacia furcatispina Burkart
- Acacia fusicarpa L. Rico
- Acacia gageana Craib
- Acacia galeata Maslin
- Acacia galioides Benth.
- Acacia galpinii Burtt Davy
- Acacia gardneri Maiden & Blakeley
- Acacia gaumeri S.F.Blake
- Acacia gelasina Maslin
- Acacia gemina R.S.Cowan & Maslin
- Acacia genistifolia Link
- Acacia gentlei Standl.
- Acacia georgensis Tindale
- Acacia georginae Bailey
- Acacia gerrardii Benth.
- Acacia gibbosa R.S.Cowan & Maslin
- Acacia gilbertii Meissner
- Acacia gilesiana F.Muell.
- Acacia gillii Maiden & Blakeley
- Acacia gittinsii Pedley
- Acacia glabripes Maiden & Blakeley
- Acacia gladiiformis Benth.
- Acacia glandulicarpa Reader
- Acacia glandulifera S. Watson
- Acacia glandulosa Guill.
- Acacia glauca (L.) Moench
- Acacia glaucissima Maslin
- Acacia glaucocaesia Domin
- Acacia glaucocarpa Maiden & Blakeley
- Acacia glaucoptera Benth.
- Acacia globosa Bocage & Miotto
- Acacia globulifera Saff.
- Acacia gloeotricha A.R.Chapm. & Maslin
- Acacia glomerosa Benth.
- Acacia glutinosissima Maiden & Blakeley
- Acacia gnidium Benth.
- Acacia goetzei Harms
- Acacia goldmanii (Britton & Rose) Wiggins
- Acacia gonocarpa F.Muell.
- Acacia gonoclada F.Muell.
- Acacia gonophylla Benth.
- Acacia gordonii (Tindale) Pedley
- Acacia gourmaensis A.Chev.
- Acacia gracilenta Tindale & Kodela
- Acacia gracilifolia Maiden & Blakeley
- Acacia gracillima Tindale
- Acacia grandicornuta Gerstner
- Acacia grandifolia Pedley
- Acacia grandistipula Benth.
- Acacia granitica Maiden
- Acacia graniticola Maslin
- Acacia grasbyi Maiden
- Acacia grayana J.H.Willis
- Acacia greggii A.Gray
- Acacia gregorii F.Muell.
- Acacia grisea S.Moore
- Acacia guarensis L. Cárdenas & F. García
- Acacia gummifera Willd.
- Acacia gunnii Benth.
- Acacia guttata Hoffmanns.
- Acacia guymeri Tindale
- Acacia habbasioides Bojer
- Acacia hadrophylla R.S.Cowan & Maslin
- Acacia haematoxylon Willd.
- Acacia hakeoides Benth.
- Acacia halliana Maslin
- Acacia hamersleyensis Maslin
- Acacia hamiltoniana Maiden
- Acacia hammondii Maiden
- Acacia hamulosa Benth.
- Acacia handonis Pedley
- Acacia harmandiana (Pierre) Gagnep.
- Acacia harpophylla Benth.
- Acacia hartwegii Benth.
- Acacia harveyi Benth.
- Acacia hastulata Sm.
- Acacia havilandiorum Maiden
- Acacia hayesii Benth.
- Acacia hebeclada DC.
- Acacia hecatophylla A.Rich.
- Acacia helicophylla Pedley
- Acacia helmsiana Maiden
- Acacia hemignosta F.Muell.
- Acacia hemiteles Benth.
- Acacia hemsleyi Maiden
- Acacia hendersonii Pedley
- Acacia hereroensis Engl.
- Acacia heterochroa Maslin
- Acacia heteroclita Meissner
- Acacia heteromalla Jacq.
- Acacia heteroneura Benth.
- Acacia heterophylla (Lam.) Willd.
- Acacia hexaneura P.J.Lang & R.S.Cowan
- Acacia hildebrandtii (Vatke) Drake
- Acacia hilliana Maiden
- Acacia hindsii Benth.
- Acacia hippuroides Benth.
- Acacia hirta Bojer
- Acacia hirtipes Saff.
- Acacia hispidula (Sm.) Willd.
- Acacia hockii De Wild.
- Acacia hockingsii Pedley
- Acacia hohenackeri Craib
- Acacia holosericea G.Don
- Acacia holotricha Pedley
- Acacia homaloclada F.Muell.
- Acacia homalophylla A. Cunn. ex Benth.
- Acacia horrida (L.) Willd.
- Acacia horridula Meissner
- Acacia howittii F.Muell.
- Acacia huarango J.F.Macbr.
- Acacia hubbardiana Pedley
- Acacia huberi Ducke
- Acacia huegelii Benth.
- Acacia huilana (Britton & Killip) Garcia-Barr.
- Acacia humifusa Benth.
- Acacia hunteri Oliv.
- Acacia hyaloneura Pedley
- Acacia hydaspica R.Parker
- Acacia hylonoma Pedley
- Acacia hypermeces A.S.George
- Acacia hystrix Maslin
- Acacia idiomorpha Benth.
- Acacia igualensis (Britton & Rose) Bullock
- Acacia iguana Micheli
- Acacia imbricata F.Muell.
- Acacia imitans Maslin
- Acacia imparilis Maslin
- Acacia implexa Benth.
- Acacia improcera Maslin
- Acacia inaequilatera Domin
- Acacia inaequiloba W.Fitzg.
- Acacia inamabilis E.Pritz.
- Acacia incanicarpa A.R.Chapm. & Maslin
- Acacia inceana Domin
- Acacia incongesta R.S.Cowan & Maslin
- Acacia incrassata Hook.
- Acacia incurva Benth.
- Acacia ingramii Tindale
- Acacia ingrata Benth.
- Acacia inophyloia Maiden & Blakeley
- Acacia inopinata Prain
- Acacia inops Maiden & Blakeley
- Acacia insolita E.Pritz.
- Acacia insulae-iacobi L.Riley
- Acacia interior (Britton & Rose) McVaugh
- Acacia intorta Maslin
- Acacia intricata S.Moore
- Acacia intsia (L.) Willd.
- Acacia irrorata Spreng.
- Acacia islana Pedley
- Acacia isoneura A.R.Chapm. & Maslin
- Acacia iteaphylla Benth.
- Acacia ixiophylla Benth.
- Acacia ixodes Pedley
- Acacia jackesiana Pedley
- Acacia jacksonioides Maslin
- Acacia jacquemontii Benth.
- Acacia jamesiana Maslin
- Acacia janzenii Ebinger & Seigler
- Acacia jasperensis Maconochie
- Acacia jennerae Maiden
- Acacia jensenii Maiden
- Acacia jibberdingensis Maiden & Blakeley
- Acacia johannis Pedley
- Acacia johnsonii Pedley
- Acacia jonesii F.Muell. & Maiden
- Acacia jucunda Maiden & Blakeley
- Acacia julifera Benth.
- Acacia juncifolia Benth.
- Acacia kalgoorliensis R.S.Cowan & Maslin
- Acacia kallunkiae J.W.Grimes & Barneby
- Acacia kamerunensis Gand.
- Acacia karroo Hayne
- Acacia kekapur I.C.Nielsen
- Acacia kelleri F.Muell.
- Acacia kelloggiana A.M.Carter & Rudd
- Acacia kempeana F.Muell.
- Acacia kenneallyi R.S.Cowan & Maslin
- Acacia kerryana Maslin
- Acacia kettlewelliae Maiden
- Acacia kimberleyensis W.Fitzg.
- Acacia kingiana Maiden & Blakeley
- Acacia kingii Prain
- Acacia kirkii Oliv.
- Acacia klugii J.F.Macbr.
- Acacia koa A.Gray
- Acacia koaia Hillebr.
- Acacia kochii Ewart & Jean White
- Acacia kostermansii I.C.Nielsen
- Acacia kraussiana Benth.
- Acacia kuhlmannii Ducke
- Acacia kybeanensis Maiden & Blakeley
- Acacia kydrensis Tindale
- Acacia laccata Pedley
- Acacia lacerans Benth.
- Acacia lacertensis Pedley
- Acacia lachnophylla F.Muell.
- Acacia laeta Benth.
- Acacia lahai Benth.
- Acacia lanceolata Maslin
- Acacia lanei R.S.Cowan & Maslin
- Acacia langlassei (Britton & Rose) Bullock
- Acacia langsdorfii Benth.
- Acacia lanigera A.Cunn.
- Acacia lankaensis Kosterm.
- Acacia lanuginophylla R.S.Cowan & Maslin
- Acacia lanuginosa Regel
- Acacia laricina Meissner
- Acacia lasiocalyx C.R.P.Andrews
- Acacia lasiocarpa Benth.
- Acacia lasiopetala Oliv.
- Acacia lasiophylla Spruce ex Benth.
- Acacia latericola Maslin
- Acacia latescens Benth.
- Acacia latifolia Benth.
- Acacia latior (R.S. Cowan & Maslin) Maslin & Buscumb
- Acacia latipes Benth.
- Acacia latisepala Pedley
- Acacia latistipulata Harms
- Acacia latzii Maslin
- Acacia lazaridis Pedley
- Acacia legnota Pedley
- Acacia lehmannii (Britton & Killip) J.F. Macbr.
- Acacia leichhardtii Benth.
- Acacia leiocalyx (Domin) Pedley
- Acacia leioderma Maslin
- Acacia leiophylla Benth.
- Acacia lenticularis Benth.
- Acacia lentiginea Maiden & Blakeley
- Acacia leprosa DC.
- Acacia leptalea Maslin
- Acacia leptocarpa Benth.
- Acacia leptoclada Benth.
- Acacia leptoloba Pedley
- Acacia leptoneura Benth.
- Acacia leptopetala Benth.
- Acacia leptophleba Benth.
- Acacia leptospermoides Benth.
- Acacia leptostachya Benth.
- Acacia leucoclada Tindale
- Acacia leucolobia Sweet
- Acacia leucophaea Willd.
- Acacia leucophloea (Roxb.) Willd.
- Acacia leucospira Brenan
- Acacia leucothrix Standl.
- Acacia levata R.S.Cowan & Maslin
- Acacia lewisii Bocage & Miotto
- Acacia ligulata Benth.
- Acacia ligustrina Meissner
- Acacia limae Bocage & Miotto
- Acacia limbata F.Muell.
- Acacia linarioides Benth.
- Acacia linearifolia Maiden & Blakeley
- Acacia lineata G.Don
- Acacia lineolata Benth.
- Acacia linifolia (Vent.) Willd.
- Acacia lirellata A.R.Chapm. & Maslin
- Acacia littorea Maslin
- Acacia lobulata R.S.Cowan & Maslin
- Acacia loderi Maiden
- Acacia longifolia (Andrews) Willd.
- Acacia longipedunculata Pedley
- Acacia longiphyllodinea Maiden
- Acacia longispicata Benth.
- Acacia longispinea Morrison
- Acacia longissima Wendl.
- Acacia loretensis J.F.Macbr.
- Acacia loroloba Tindale
- Acacia lowei L. Rico
- Acacia loxophylla Benth.
- Acacia lozanoi (Britton & Rose) L. Rico
- Acacia lucasii Blakeley
- Acacia lucens Bojer
- Acacia luederitzii Engl.
- Acacia lujae De Wild.
- Acacia lullfitziorum Maslin
- Acacia lunata G.Lodd.
- Acacia luteola Maslin
- Acacia lycopodiifolia Hook.
- Acacia lysiphloia F.Muell.
- Acacia mabellae Maiden
- Acacia macalusoi Mattei
- Acacia macbridei J.F.Macbr.
- Acacia macdonnellensis Maconochie
- Acacia macilenta Rose
- Acacia mackeyana Ewart & Jean White
- Acacia macmurphyi Wiggins
- Acacia macnuttiana Maiden & Blakeley
- Acacia maconochieana Pedley
- Acacia macracantha Willd.
- Acacia macradenia Benth.
- Acacia macrostachya DC.
- Acacia magnibracteosa Burkart
- Acacia magnifica Pottier
- Acacia maidenii F.Muell.
- Acacia maitlandii F.Muell.
- Acacia malacocephala Harms
- Acacia malloclada Maiden & Blakeley
- Acacia mammifera Schltdl.
- Acacia mangium Willd.
- Acacia manipularis R.S.Cowan & Maslin
- Acacia manubensis J.H.Ross
- Acacia maranoensis Pedley
- Acacia marramamba Maslin
- Acacia martii Benth.
- Acacia martiusiana (Steud.) Burkart
- Acacia maschalocephala Griseb.
- Acacia masliniana R.S.Cowan
- Acacia mathuataensis A.C.Sm.
- Acacia matthewii Tindale & S.J.Davies
- Acacia maxwellii Maiden & Blakeley
- Acacia mayana Lundell
- Acacia mazatlana M.E.Jones
- Acacia mbuluensis Brenan
- Acacia mearnsii De Wild.
- Acacia meeboldii Craib
- Acacia megacephala Maslin
- Acacia megaladena Desv.
- Acacia megalantha F.Muell.
- Acacia meiantha Tindale & Hersc.
- Acacia meiosperma (Pedley) Pedley
- Acacia meisneri Meissner
- Acacia meissneri Lehm.
- Acacia melanoceras Beurl.
- Acacia melanoxylon R.Br.
- Acacia melleodora Pedley
- Acacia mellifera (M.Vahl) Benth.
- Acacia melvillei Pedley
- Acacia menabeensis Villiers & Du Puy
- Acacia menzelii J.M.Black
- Acacia meridionalis Villiers & Du Puy
- Acacia merinthophora E.Pritz.
- Acacia merrallii F.Muell.
- Acacia merrickiae Maiden & Blakeley
- Acacia merrillii I.C.Nielsen
- Acacia michelii Rusby
- Acacia microbotrya Benth.
- Acacia microcalyx Maslin
- Acacia microcarpa F.Muell.
- Acacia microcephala Pedley
- Acacia microneura Meissner
- Acacia microsperma Pedley
- Acacia miersii Benth.
- Acacia mikanii Benth.
- Acacia millefolia S.Watson
- Acacia mimica R.S.Cowan & Maslin
- Acacia mimula Pedley
- Acacia minutifolia F.Muell.
- Acacia minyura Randell
- Acacia mirandae L.Rico
- Acacia mitchellii Benth.
- Acacia mitodes A.S.George
- Acacia modesta Wall.
- Acacia moggii Thulin & Tardelli
- Acacia moirii E.Pritz.
- Acacia mollifolia Maiden & Blakeley
- Acacia monacantha Willd.
- Acacia montana Benth.
- Acacia monticola J.M.Black
- Acacia montigena Brenan & Exell
- Acacia montis-usti Merxm. & A.Schreib.
- Acacia mooreana W.Fitzg.
- Acacia mountfordiae Specht
- Acacia mucronata Wendl.
- Acacia muelleriana Maiden & R.T.Baker
- Acacia multisiliqua (Benth.) Maconochie
- Acacia multispicata Benth.
- Acacia multistipulosa Tindale & Bedward
- Acacia muricata (L.) Willd.
- Acacia murrayana Benth.
- Acacia mutabilis Maslin
- Acacia myrmecophila R.Vig.
- Acacia myrtifolia (Sm.) Willd.
- Acacia nanodealbata J.H.Willis
- Acacia nebrownii Burtt Davy
- Acacia negrii Pic.Serm.
- Acacia nematophylla Benth.
- Acacia neovernicosa Isely
- Acacia neriifolia Benth.
- Acacia nervosa DC.
- Acacia nesophila Pedley
- Acacia neumanniana Bosse
- Acacia neurocarpa Hook.
- Acacia neurophylla W.Fitzg.
- Acacia newbeyi Maslin
- Acacia nigrescens Oliv.
- Acacia nigricans (Labill.) R.Br.
- Acacia nigripilosa Maiden
- Acacia nilotica (L.) Delile
- Acacia nitidifolia Speg.
- Acacia nitidula Benth.
- Acacia nivea R.S.Cowan & Maslin
- Acacia nodiflora Benth.
- Acacia notabilis F.Muell.
- Acacia nuperrima Baker f.
- Acacia nyssophylla F.Muell.
- Acacia obesa R.S.Cowan & Maslin
- Acacia obliqua A. Cunn. ex Benth.
- Acacia obliquinervia Tindale
- Acacia obovata Benth.
- Acacia obtecta Maiden & Blakeley
- Acacia obtusata DC.
- Acacia obtusifolia A.Cunn.
- Acacia occidentalis Rose
- Acacia octonervia R.S.Cowan & Maslin
- Acacia oerfota (Forssk.) Schweinf.
- Acacia officinalis Dehnh.
- Acacia ogadensis Chiov.
- Acacia oldfieldii F.Muell.
- Acacia olgana Maconochie
- Acacia oligoneura F.Muell.
- Acacia olivensana G.P. Lewis
- Acacia oliveri Vatke
- Acacia olsenii Tindale
- Acacia omalophylla Benth.
- Acacia ommatosperma (Pedley) Pedley
- Acacia oncinocarpa Benth.
- Acacia oncinophylla Lindl.
- Acacia ophiolithica R.S.Cowan & Maslin
- Acacia oraria F.Muell.
- Acacia orbifolia Maiden & Blakeley
- Acacia origena Asfaw
- Acacia orites Pedley
- Acacia ortegae (Britton & Rose) Gentry
- Acacia orthocarpa F.Muell.
- Acacia orthotricha Pedley
- Acacia oshanesii F.Muell. & Maiden
- Acacia oswaldii F.Muell.
- Acacia ouyrarema DC.
- Acacia ovata L.
- Acacia oviedoensis R.G. García & M. Mejía
- Acacia oxycedrus DC.
- Acacia oxyclada Benth.
- Acacia pacensis Rudd & A.M.Carter
- Acacia pachyacra Maiden & Blakeley
- Acacia pachycarpa Benth.
- Acacia pachyphloia Maiden & W.Fitzg.
- Acacia pachyphylla Maslin
- Acacia pachypoda Maslin
- Acacia painteri (Britton & Rose) L. Rico
- Acacia palawanensis I.C.Nielsen
- Acacia pallidifolia Tindale
- Acacia palustris Luehm.
- Acacia paolii Chiov.
- Acacia papulosa R.S.Cowan & Maslin
- Acacia papyrocarpa Benth.
- Acacia paradoxa DC.
- Acacia paraensis Ducke
- Acacia paraneura Randell
- Acacia parramattensis Tindale
- Acacia parviceps (Speg.) Burkart
- Acacia parviflora Little
- Acacia parvipinnula Tindale
- Acacia pataczekii D.I.Morris
- Acacia patagiata R.S.Cowan & Maslin
- Acacia patellaris Domin
- Acacia paula Tindale & S.J.Davies
- Acacia pedicellata Benth.
- Acacia pedleyi Tindale & Kodela
- Acacia pellita O.Schwarz
- Acacia pelophila R.S.Cowan & Maslin
- Acacia pendula G.Don
- Acacia peninsularis (Britton & Rose) Standl.
- Acacia pennata (L.) Willd.
- Acacia pennatula (Schltdl. & Cham.) Benth.
- Acacia penninervis DC.
- Acacia pennivenia Balf.f.
- Acacia pentadenia Lindl.
- Acacia pentagona (Schum. & Thonn.) Hook.f.
- Acacia perangusta (C.T.White) Pedley
- Acacia permixta Burtt Davy
- Acacia perryi Pedley
- Acacia persiciflora Pax
- Acacia pervillei Benth.
- Acacia petraea Pedley
- Acacia peuce F.Muell.
- Acacia phaeocalyx Maslin
- Acacia pharangites Maslin
- Acacia phasmoides J.H.Willis
- Acacia phlebocarpa F.Muell.
- Acacia phlebopetala Maslin
- Acacia phlebophylla H.B.Will.
- Acacia piauhiensis Benth.
- Acacia picachensis Brandegee
- Acacia pickardii Tindale
- Acacia piligera A.Cunn.
- Acacia pilispina Pic.Serm.
- Acacia pilligaensis Maiden
- Acacia pinetorum F.J.Herm.
- Acacia pinguiculosa R.S.Cowan & Maslin
- Acacia pinguifolia J.M.Black
- Acacia piptadenioides G.P. Lewis
- Acacia planifrons Wight & Arn.
- Acacia platycarpa F.Muell.
- Acacia plautella Maslin
- Acacia plectocarpa Benth.
- Acacia plicata Maslin
- Acacia plumosa Lowe
- Acacia pluricapitata Benth.
- Acacia pluriglandulosa Verdc.
- Acacia podalyriifolia G.Don
- Acacia polhillii Villiers & Du Puy
- Acacia polifolia Pedley
- Acacia poliochroa E.Pritz.
- Acacia polyacantha Willd.
- Acacia polyadenia (Pedley) Pedley
- Acacia polybotrya Benth.
- Acacia polyphylla DC.
- Acacia polypodioides Standl.
- Acacia polypyrigenes Combs
- Acacia polystachya Benth.
- Acacia porcata P.I.Frost.
- Acacia potosina Britton & Rose
- Acacia praecox Griseb.
- Acacia praelongata F.Muell.
- Acacia praemorsa P.J.Lang & Maslin
- Acacia praetermissa Tindale
- Acacia prainii Maiden
- Acacia prasinata Asfaw
- Acacia pravifolia F.Muell.
- Acacia pravissima F.Muell.
- Acacia preissiana (Meissner) Maslin
- Acacia pringlei Rose
- Acacia prismatica Hoffmanns.
- Acacia prismifolia E.Pritz.
- Acacia pritzeliana C.A.Gardner
- Acacia producta Tindale
- Acacia profusa Maslin
- Acacia proiantha Pedley
- Acacia prominens G.Don
- Acacia proxima Maiden
- Acacia pruinescens Kurz
- Acacia pruinocarpa Tindale
- Acacia pruinosa Benth.
- Acacia pseudo-arabica Miq.
- Acacia pseudo-eburnea Dunn
- Acacia pseudo-intsia Miq.
- Acacia pseudofistula Harms
- Acacia pseudonigrescens Brenan & J.H.Ross
- Acacia pteridifolia Benth.
- Acacia pterocaulon Maslin
- Acacia ptychoclada Maiden & Blakeley
- Acacia ptychophylla F.Muell.
- Acacia pubescens (Vent.) R.Br.
- Acacia pubicosta C.T.White
- Acacia pubifolia Pedley
- Acacia pubirhachis Pedley
- Acacia pulchella R.Br.
- Acacia pulviniformis Maiden & Blakeley
- Acacia puncticulata Maslin
- Acacia purpurea Bolle
- Acacia purpureopetala Bailey
- Acacia purpusii Brandegee
- Acacia pusilla Maslin
- Acacia pustula Maiden & Blakeley
- Acacia pycnantha Benth.
- Acacia pycnocephala Maslin
- Acacia pycnostachya Benth.
- Acacia pygmaea Maslin
- Acacia pyrifolia DC.
- Acacia quadrilateralis DC.
- Acacia quadrimarginea F.Muell.
- Acacia quadrisulcata F.Muell.
- Acacia quinquenervia Maslin
- Acacia quintanilhae Torre
- Acacia quornensis J.M.Black
- Acacia racospermoides Pedley
- Acacia ramiflora Domin
- Acacia ramulosa W.Fitzg.
- Acacia reclinata Jacq.
- Acacia recurva Benth.
- Acacia recurvata R.S.Cowan & Maslin
- Acacia redolens Maslin
- Acacia reficiens Wawra
- Acacia rehmanniana Schinz
- Acacia rendlei Maiden
- Acacia reniformis Benth.
- Acacia repanda R.S.Cowan & Maslin
- Acacia repens A.S.George
- Acacia resinicostata Pedley
- Acacia resinimarginea W.Fitzg.
- Acacia resinistipulea W.Fitzg.
- Acacia resinosa R.S.Cowan & Maslin
- Acacia restiacea Benth.
- Acacia retinervis Benth.
- Acacia retinodes Schltdl.
- Acacia retivenea F.Muell.
- Acacia retrorsa Meissner
- Acacia retusa (Jacq.) R.A.Howard
- Acacia rhamphophylla Maslin
- Acacia rhetinocarpa J.M.Black
- Acacia rhigiophylla Benth.
- Acacia rhodophloia Maslin
- Acacia rhodoxylon Maiden
- Acacia riceana Hensl.
- Acacia richardsii Maslin
- Acacia richii A.Gray
- Acacia ricoae Bocage & Miotto
- Acacia ridleyana W.Fitzg.
- Acacia rigens G.Don
- Acacia rigescens Tindale & Bedward
- Acacia rigida Maslin
- Acacia rigidula Benth.
- Acacia riograndensis M. Atahuachi & L. Rico
- Acacia riparia Kunth
- Acacia rivalis J.M.Black
- Acacia robinae Maslin
- Acacia robusta Burch.
- Acacia robynsiana Merxm. & A.Schreib.
- Acacia roemeriana Scheele
- Acacia roigii Leon
- Acacia rorudiana Christoph.
- Acacia rosei Standl.
- Acacia rossei F.Muell.
- Acacia rostellata Maslin
- Acacia rostellifera Benth.
- Acacia rostrata Humb. & Bonpl. ex Willd.
- Acacia rothii Bailey
- Acacia rotundata Benth.
- Acacia rovumae Oliv.
- Acacia roycei Maslin
- Acacia rubida A.Cunn.
- Acacia ruddiae D.H.Janzen
- Acacia rugata (Lam.) Fawc. & Rendle
- Acacia rupicola Benth.
- Acacia ruppii Maiden & Betche
- Acacia rurrenabaqueana Rusby
- Acacia russelliana (Britton & Rose) Lundell
- Acacia ryaniana Maslin
- Acacia rynchocarpa Rusby
- Acacia sabulosa Maslin
- Acacia sakalava Drake
- Acacia saliciformis Tindale
- Acacia salicina Lindl.
- Acacia saligna (Labill.) Wendl.
- Acacia saltilloensis (Britton & Rose) L. Rico
- Acacia salvadorensis (Britton & Rose) Standl.
- Acacia santosii G.P. Lewis
- Acacia sarcophylla Chiov.
- Acacia sassa (Willd.) Baillon ex Drake
- Acacia saxatilis S.Moore
- Acacia saxicola Pedley
- Acacia scalena Maslin
- Acacia scalpelliformis Meissner
- Acacia schaffneri (S.Watson) F.J.Herm.
- Acacia schinoides Benth.
- Acacia schlechteri Harms
- Acacia schottii Torr.
- Acacia schweinfurthii Brenan & Exell
- Acacia sciophanes Maslin
- Acacia scirpifolia Meissner
- Acacia scleroclada Maslin
- Acacia sclerophylla Lindl.
- Acacia sclerosperma F.Muell.
- Acacia scleroxyla Tussac
- Acacia scopulorum Pedley
- Acacia sedifolia Maiden & Blakeley
- Acacia seifriziana Leon
- Acacia semiaurea Maiden & Blakeley
- Acacia semicircinalis Maiden & Blakeley
- Acacia semilunata Maiden & Blakeley
- Acacia semirigida Maiden & Blakeley
- Acacia semispinosa (L.) Willd. ex Steud.
- Acacia semitrullata Maslin
- Acacia semiverticillata Knowles & Westc.
- Acacia semperflorens Jacq.
- Acacia senegal (L.) Willd. – akacja senegalska
- Acacia sericata Benth.
- Acacia sericocarpa W.Fitzg.
- Acacia sericoflora Pedley
- Acacia serpentinicola (Maslin) Pedley
- Acacia serra Benth.
- Acacia sertiformis A.Cunn.
- Acacia sessilis Benth.
- Acacia sessilispica Maiden & Blakeley
- Acacia setulifera Benth.
- Acacia seyal Delile
- Acacia shirleyi Maiden
- Acacia shuttleworthii Meissner
- Acacia sibilans Maslin
- Acacia sibina Maslin
- Acacia siculiformis Benth.
- Acacia sieberiana DC.
- Acacia signata F.Muell.
- Acacia silvestris Tindale
- Acacia simplex (Sparrm.) Pedley
- Acacia simplicifolia (L. f.) Schinz & Guillaumin
- Acacia simsii Benth.
- Acacia simulans Maslin
- Acacia singula R.S.Cowan & Maslin
- Acacia sinuata (Lour.) Merr.
- Acacia skleroxyla Tussac
- Acacia smeringa A.S.George
- Acacia solenota Pedley
- Acacia somalensis Vatke
- Acacia sorophylla E.Pritz.
- Acacia sororia Standl.
- Acacia sousae L.Rico
- Acacia spania Pedley
- Acacia sparsiflora Maiden
- Acacia spathulifolia Maslin
- Acacia speckii R.S.Cowan & Maslin
- Acacia spectabilis Benth.
- Acacia sphacellata Benth.
- Acacia sphaerocephala Schltdl. & Cham.
- Acacia sphaerostachya E.Pritz.
- Acacia sphenophylla Maslin
- Acacia spilleriana J.E.Br.
- Acacia spinescens Benth.
- Acacia spinosissima Benth.
- Acacia spirorbis Labill.
- Acacia spondylophylla F.Muell.
- Acacia spongolitica R.S.Cowan & Maslin
- Acacia squamata Lindl.
- Acacia startii A.R.Chapm. & Maslin
- Acacia steedmani Maiden
- Acacia steedmanii Maiden & Blakeley
- Acacia stellaticeps "Kodela, Tindale & D.A.Keith"
- Acacia stenophylla Benth.
- Acacia stenoptera Benth.
- Acacia stenoptila Hoffmanns.
- Acacia stereophylla Meissner
- Acacia stigmatophylla Benth.
- Acacia stipuligera F.Muell.
- Acacia stipulosa F.Muell.
- Acacia storyi Tindale
- Acacia stowardii Maiden
- Acacia striatifolia Pedley
- Acacia stricta (Andrews) Willd.
- Acacia strongylophylla F.Muell.
- Acacia stuhlmannii Taub.
- Acacia suaveolens (Sm.) Willd.
- Acacia subangulata Rose
- Acacia subcaerulea Lindl.
- Acacia suberosa Benth.
- Acacia subflexuosa Maiden
- Acacia sublanata Benth.
- Acacia subpaniculata Hoehne
- Acacia subporosa F.Muell.
- Acacia subracemosa Maslin
- Acacia subrigida Maslin
- Acacia subsessilis A.R.Chapm. & Maslin
- Acacia subternata F.Muell.
- Acacia subtessarogona Tindale & Maslin
- Acacia subtilinervis F.Muell.
- Acacia subtilis Hoffmanns.
- Acacia subulata Bonpl.
- Acacia sulcata R.Br.
- Acacia sulitii I.C.Nielsen
- Acacia sutherlandii (F.Muell.) F.Muell.
- Acacia swazica Burtt Davy
- Acacia symonii Whibley
- Acacia synchronicia Maslin
- Acacia tamarindifolia (L.) Willd.
- Acacia tanganyikensis Brenan
- Acacia tanjorensis "Ragup., Thoth. & Mahad."
- Acacia tarculensis J.M.Black
- Acacia tawitawiensis I.C.Nielsen
- Acacia taylori Brenan & Exell
- Acacia tayloriana F.Muell.
- Acacia telmica A.R.Chapm. & Maslin
- Acacia teniana Harms
- Acacia tenuifolia (L.) Willd.
- Acacia tenuinervis Pedley
- Acacia tenuior Maiden
- Acacia tenuispica Maslin
- Acacia tenuispina Verd.
- Acacia tenuissima F.Muell.
- Acacia tephrina Pedley
- Acacia tephrodermis Brenan
- Acacia tequilana S.Watson
- Acacia teretifolia Benth.
- Acacia terminalis (Salisb.) J.F.Macbr.
- Acacia tessellata Tindale & Kodela
- Acacia tetanophylla Maslin
- Acacia tetragonocarpa Meissner
- Acacia tetragonophylla F.Muell.
- Acacia tetraneura A.R.Chapm. & Maslin
- Acacia tetraptera Maslin
- Acacia thailandica I.C.Nielsen
- Acacia thomasii Harms
- Acacia thomsonii Maslin & M.W.McDonald
- Acacia tindaleae Pedley
- Acacia tolmerensis G.J.Leach
- Acacia tomentosa Willd.
- Acacia tonkinensis I.C.Nielsen
- Acacia torrei Brenan
- Acacia torta (Roxb.) Craib
- Acacia torticarpa R.S.Cowan & Maslin
- Acacia tortilis (Forssk.) Hayne
- Acacia tortuosa (L.) Willd.
- Acacia torulosa Benth.
- Acacia trachycarpa E.Pritz.
- Acacia trachyphloia Tindale
- Acacia translucens Hook.
- Acacia tratmaniana W.Fitzg.
- Acacia trigonocarpa Jacq.
- Acacia trigonophylla Meissner
- Acacia trijuga Rizzini
- Acacia trinalis R.S.Cowan & Maslin
- Acacia trinervata DC.
- Acacia trinervia Jacq.
- Acacia trineura F.Muell.
- Acacia triptera Benth.
- Acacia triptycha Benth.
- Acacia triquetra Benth.
- Acacia tropica (Maiden & Blakeley) Tindale
- Acacia truculenta Maslin
- Acacia trulliformis R.S.Cowan & Maslin
- Acacia truncata Hoffmanns.
- Acacia tuberculata Maslin
- Acacia tucumanensis Griseb.
- Acacia tumida Benth.
- Acacia turnbulliana Brenan
- Acacia tysonii Luehm.
- Acacia ulicifolia (Salisb.) Court
- Acacia ulicina Meissner
- Acacia uliginosa Maslin
- Acacia umbellata Benth.
- Acacia uncifera Benth.
- Acacia uncifolia (J.M. Black) O'Leary
- Acacia uncinata Lindl.
- Acacia uncinella Benth.
- Acacia undoolyana G.J.Leach
- Acacia undosa R.S.Cowan & Maslin
- Acacia undulifolia G.Lodd.
- Acacia unguicula R.S.Cowan & Maslin
- Acacia unifissilis Court
- Acacia urophylla Benth.
- Acacia valida Tindale & Kodela
- Acacia validinervia Maiden & Blakeley
- Acacia varia Maslin
- Acacia vassalii Maslin
- Acacia velutina DC.
- Acacia velvae L.Rico
- Acacia venosa Benth.
- Acacia venulosa Benth.
- Acacia verheijenii I.C.Nielsen
- Acacia verniciflua A.Cunn.
- Acacia veronica Maslin
- Acacia verricula R.S.Cowan & Maslin
- Acacia verticillata (L'Her.) Willd.
- Acacia vestita Ker. Gawl.
- Acacia victoriae Benth.
- Acacia vietnamensis I.C.Nielsen
- Acacia viguieri Villiers & Du Puy
- Acacia villaregalis McVaugh
- Acacia villosa (Sw.) Willd.
- Acacia vincentii R.S.Cowan & Maslin
- Acacia viscidula Benth.
- Acacia visciflora Maiden & Blakeley
- Acacia visco Griseb.
- Acacia visneoides Colla
- Acacia vittata R.S.Cowan & Maslin
- Acacia volubilis F.Muell.
- Acacia walwalensis Gilliland
- Acacia wanyu Tindale
- Acacia wardellii Tindale
- Acacia warramaba Maslin
- Acacia wattsiana Benth.
- Acacia weberbaueri Harms
- Acacia websteri Maiden & Blakeley
- Acacia welwitschii Oliv.
- Acacia wetarensis Pedley
- Acacia whibleyana R.S.Cowan & Maslin
- Acacia whitei Maiden
- Acacia wickhamii Benth.
- Acacia wilcoxii Maslin
- Acacia wilhelmiana F.Muell.
- Acacia willardiana Rose
- Acacia willdenowiana Wendl.
- Acacia williamsonii Court
- Acacia wilsonii R.S.Cowan & Maslin
- Acacia wiseana C.A.Gardner
- Acacia wrightii A.Gray
- Acacia xanthina Benth.
- Acacia xanthocarpa R.S.Cowan & Maslin
- Acacia xanthophloea Benth.
- Acacia xerophila W.Fitzg.
- Acacia xiphophylla E.Pritz.
- Acacia yirrkallensis Specht
- Acacia yorkrakinensis C.A.Gardner
- Acacia yunnanensis Franch.
- Acacia zanzibarica (S.Moore) Taub.
- Acacia zapatensis Urb. & Ekman
- Acacia zatrichota A.S.George
- Acacia zizyphispina Chiov.
- Acacia zygia (DC.) Baillon ex Drake